# Biserica de lemn din Sânpetru Almașului

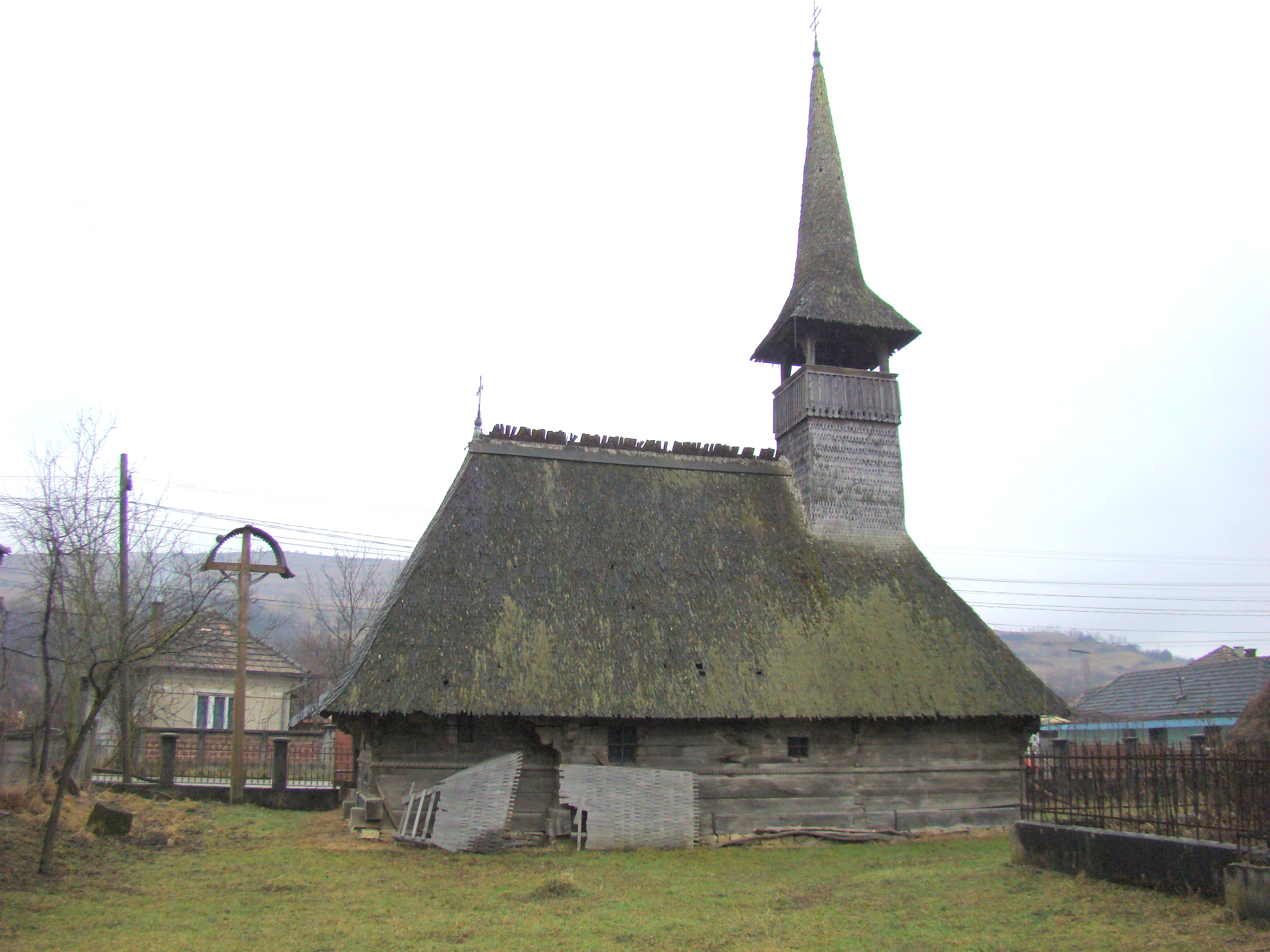
Biserica de lemn „Sf. Apostoli Petru și Pavel" din Sânpetru Almașului, foto: ianuarie 2009.

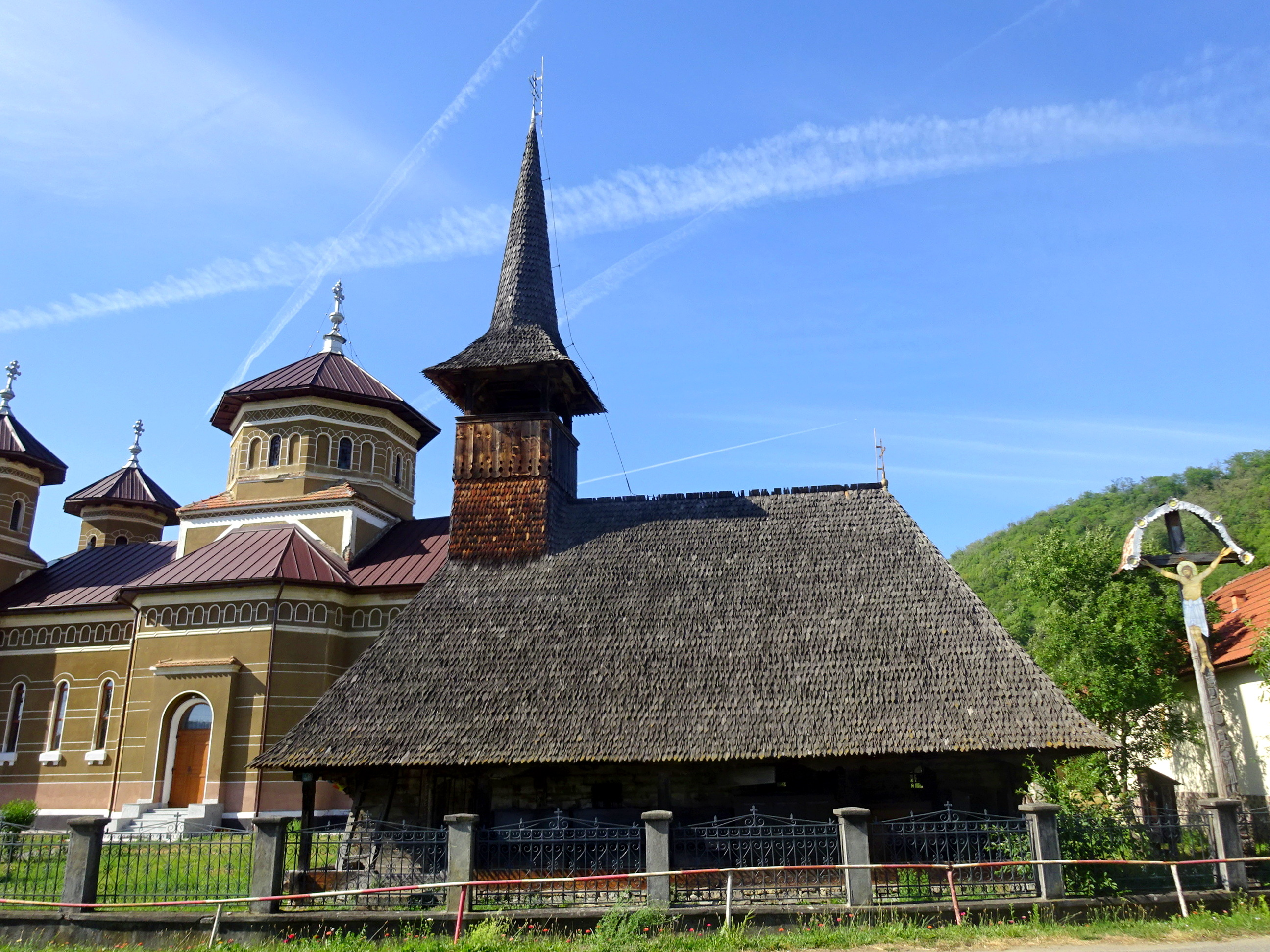
Biserica de lemn „Sf. Apostoli Petru și Pavel" din Sânpetru Almașului, foto: iunie 2025.

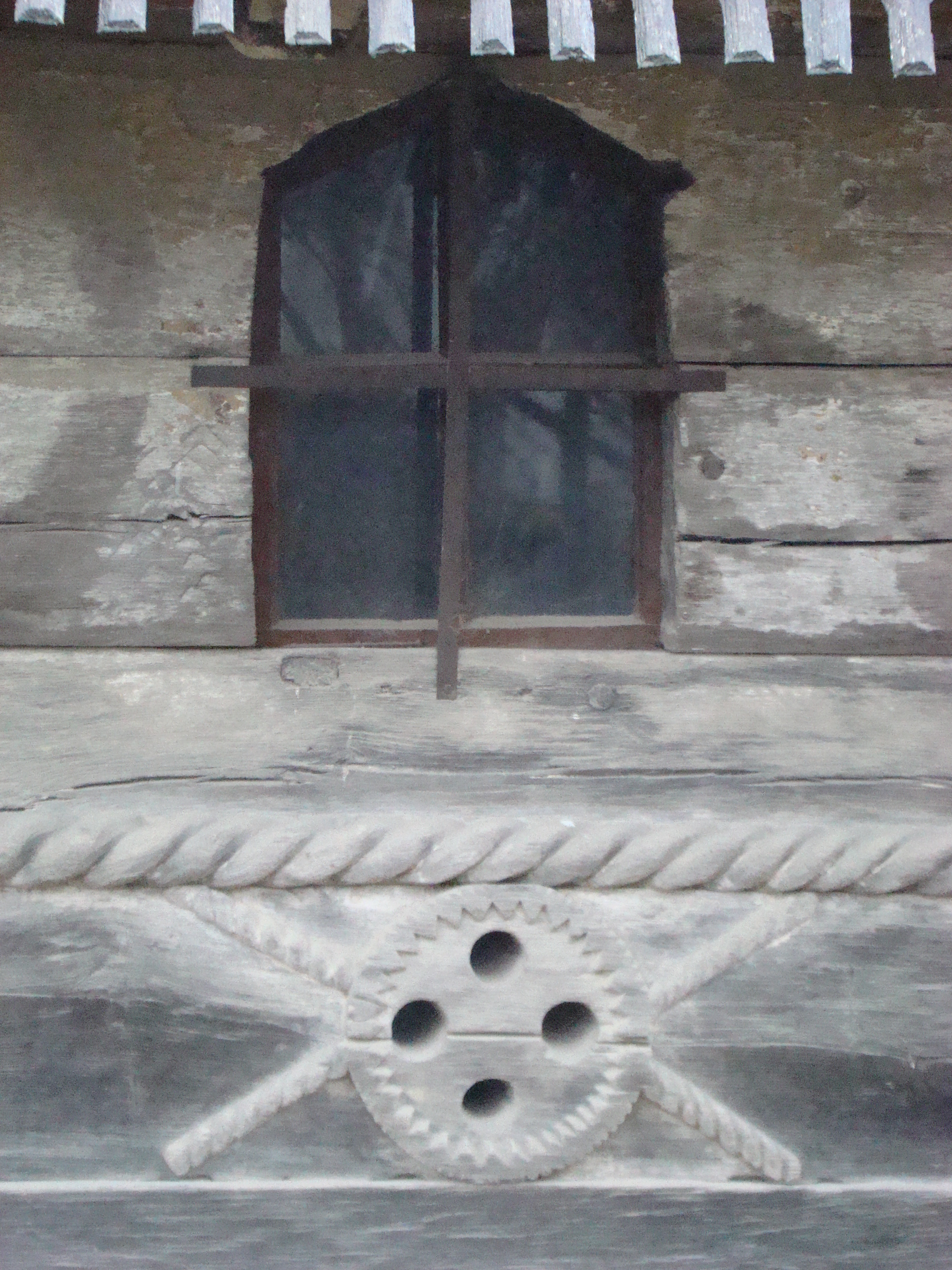
Motive ornamentale la dosul atarului

Biserica de lemn din Sânpetru Almașului se află în localitatea omonimă din județul Sălaj. Biserica a fost pictată de Ioan Pop din Unguraș în 1795 după ce fusese ridicată, foarte probabil, cu puțin timp mai devreme. Biserica se află pe noua listă a monumentelor istorice sub codul LMI:  SJ-II-m-A-05110.

## Istoric
Biserica de lemn „Sf. Apostoli Petru și Pavel" a fost construită la începutul secolului al XVII-lea din cinci bârne masive de stejar, înlocuind vechiul lăcaș de cult ce avea săpat în lemnul tălpii anul 1494. Planul este dreptunghiular, cu absida altarului decroșată, de formă pătrată. În cea de a doua jumătate a secolului al XVIII-lea s-a adăugat o prispă pe latura intrării și s-a schimbat forma acoperișului. Peste pronaos a apărut o clopotniță potrivită, cu foișor deschis pe o singură arcadă și fleșă sveltă, de secțiune poligonală. Un brâu în „frânghie", puternic profilat, încinge mijlocul lăcașului, întâlnind la est luminatorul, format din patru orificii circulare, cuprinse într-un cerc cu decor dințat și ancorat de brâu prin șnururi. La îmbinarea pereților sunt console mărunt cioplite cu rozete. Un chenar în „frânghie" străbate ancadramentul intrării de pe latura de sud și trecerea din pronaos în naos, însoțind deasupra și o bârnă a peretelui. O deosebita grijă a acordat meșterul decorării bolții semicilindrice a naosului. De o parte și de alta a grinzii centrale sunt câte șase rozete, iar cheia de boltă sugerează un ciorchine de struguri. Pictura aparține zugravului Ioan Pop din Unguraș.

### Hramul bisericii
În 1849 biserica a fost mutată de pe hotar (de la marginea satului dinspre Mănăstirea Strâmba) pe locul actual, în timpul păstoririi preotului Roșca Petru. La Sânpetru Almașului era atunci sediul protopopiatului ortodox al Ungurașului (astăzi localitatea se numește Românași). Până la mutare hramul bisericii era „Sfânta Ecaterina”. Preotul Roșca Petru avea un fiu pe nume Pavel, care ulterior a fost preot în aceeași localitate. După aducerea ei pe amplasamentul actual hramul bisericii a fost schimbat în „Sfinții Apostoli Petru și Pavel”.

## Imagini din exterior

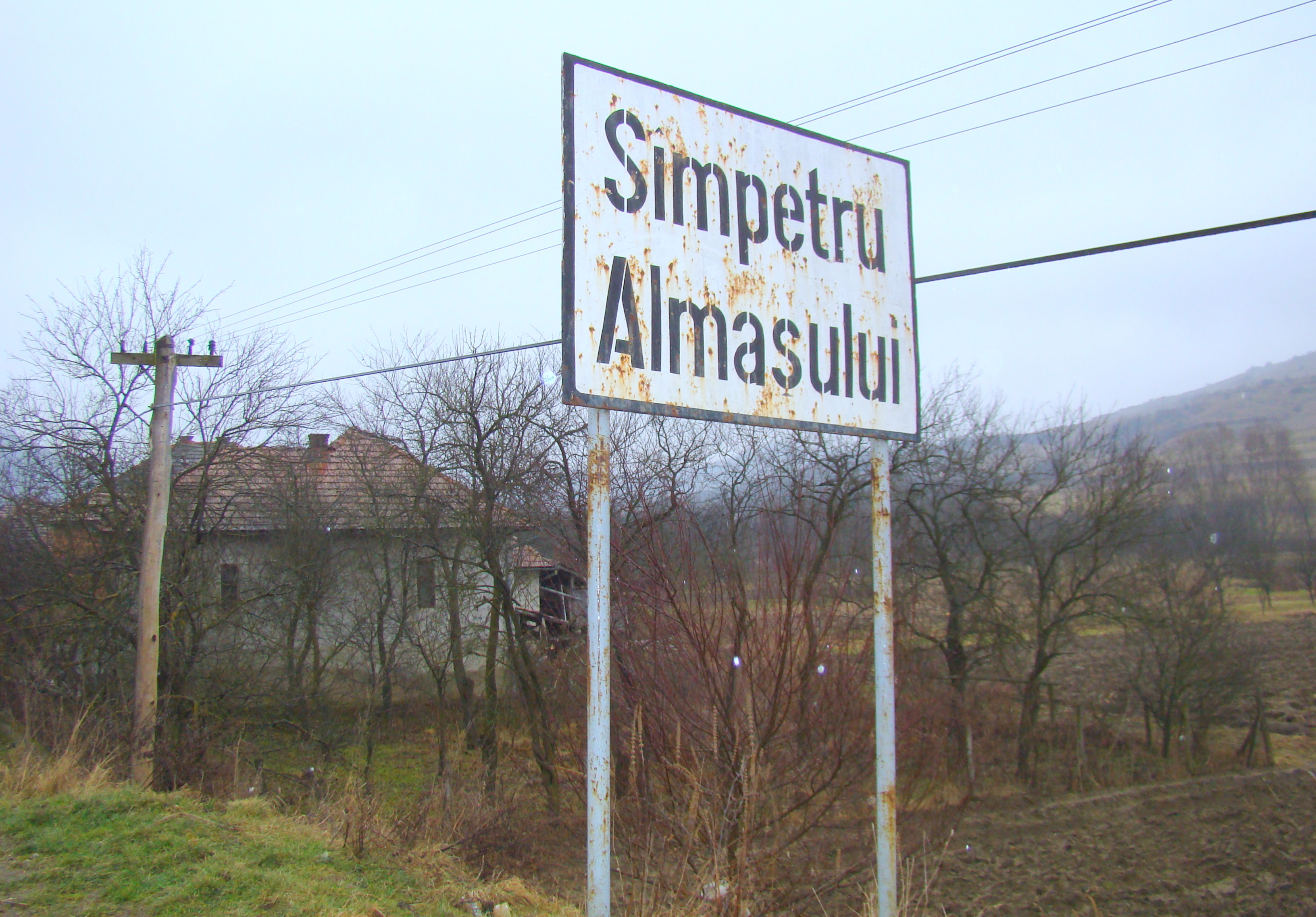
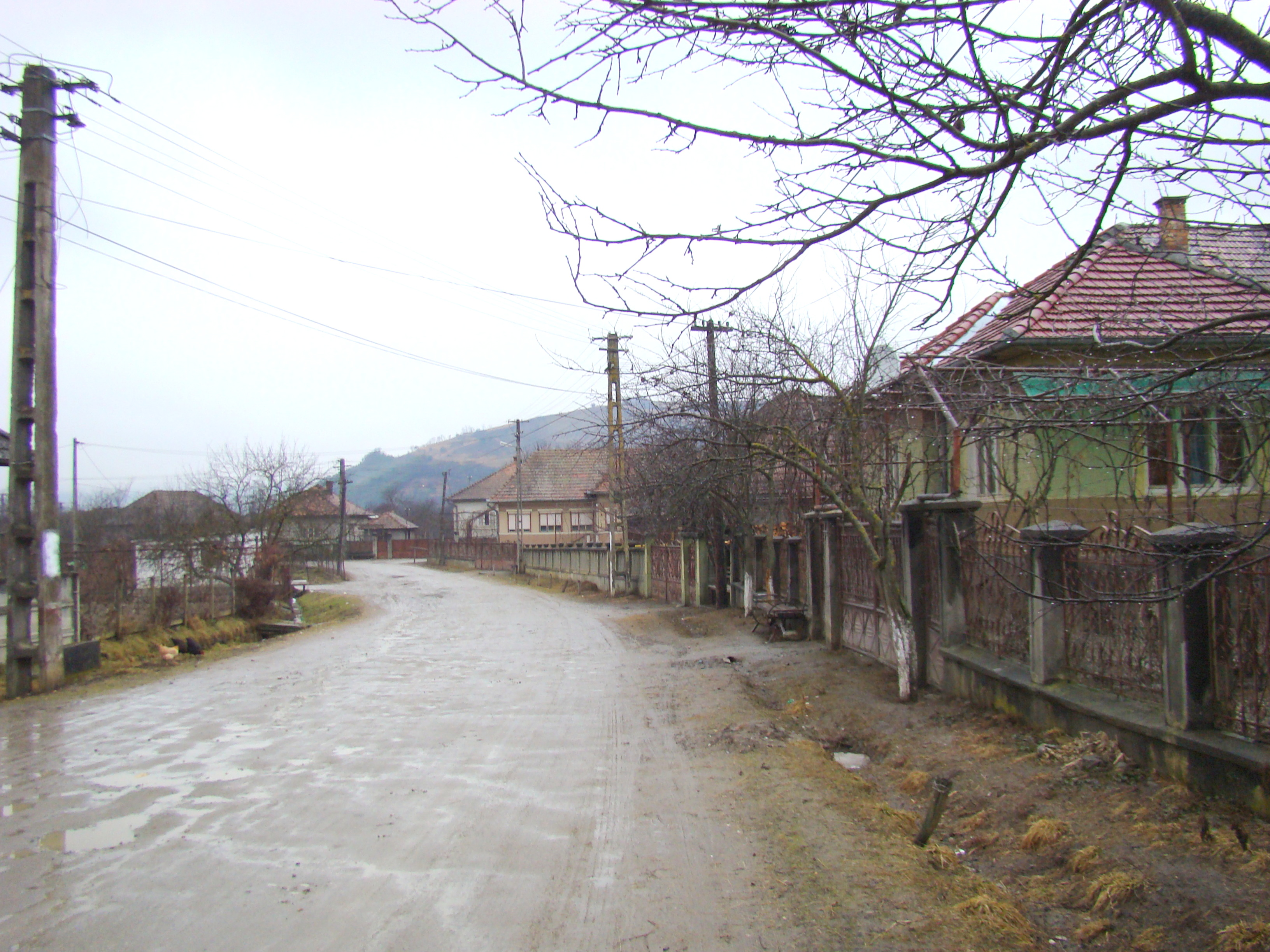
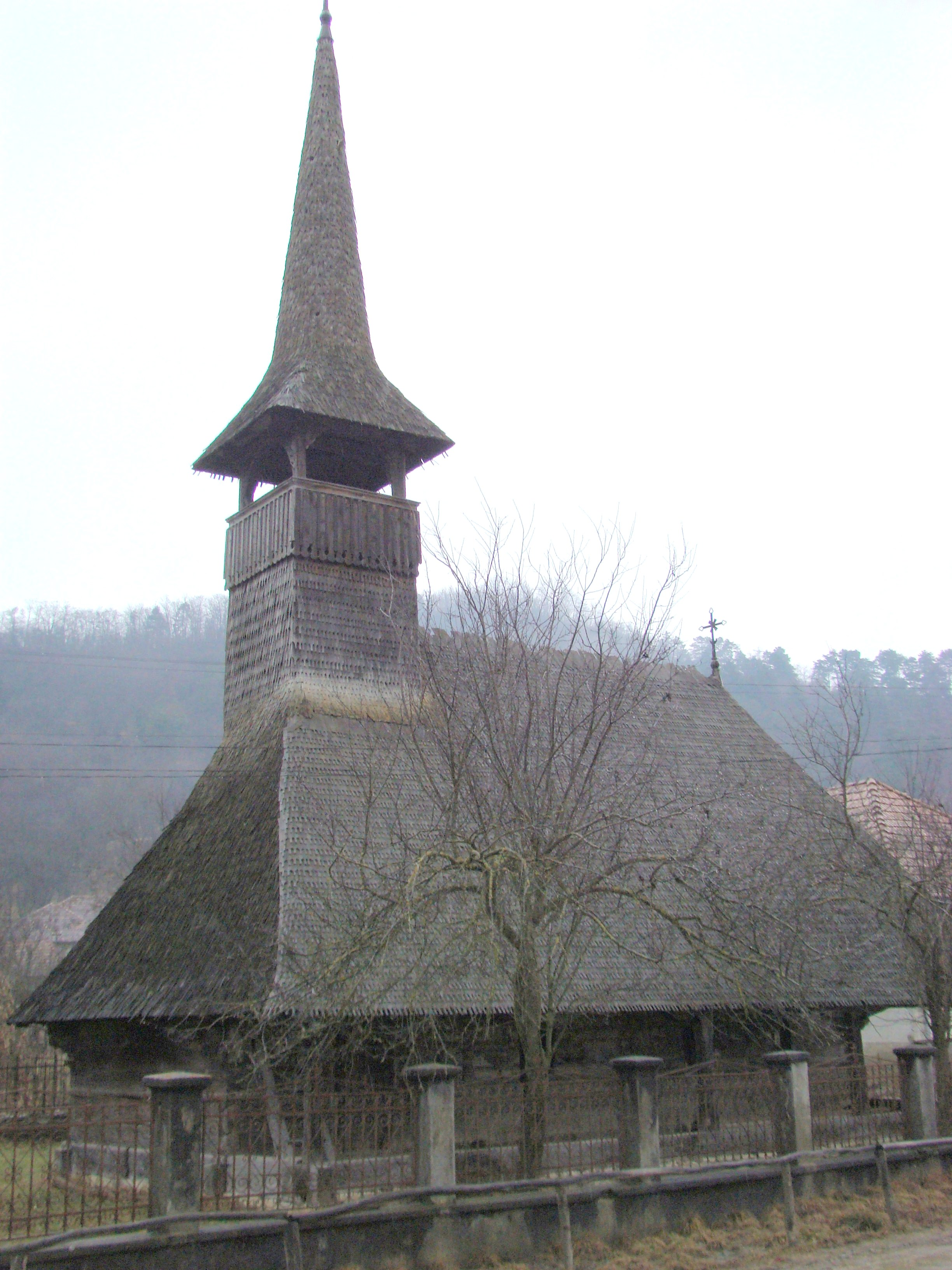
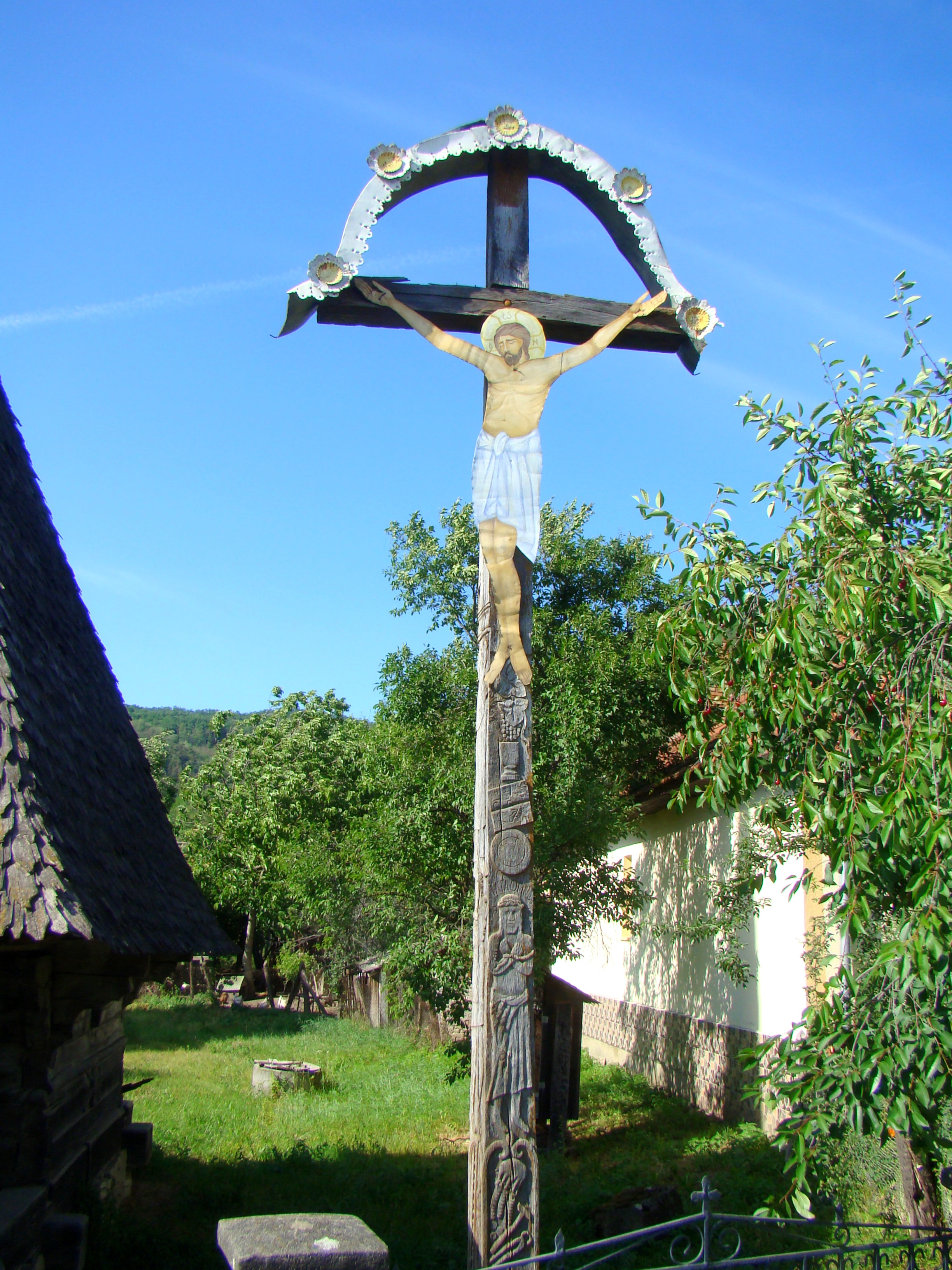
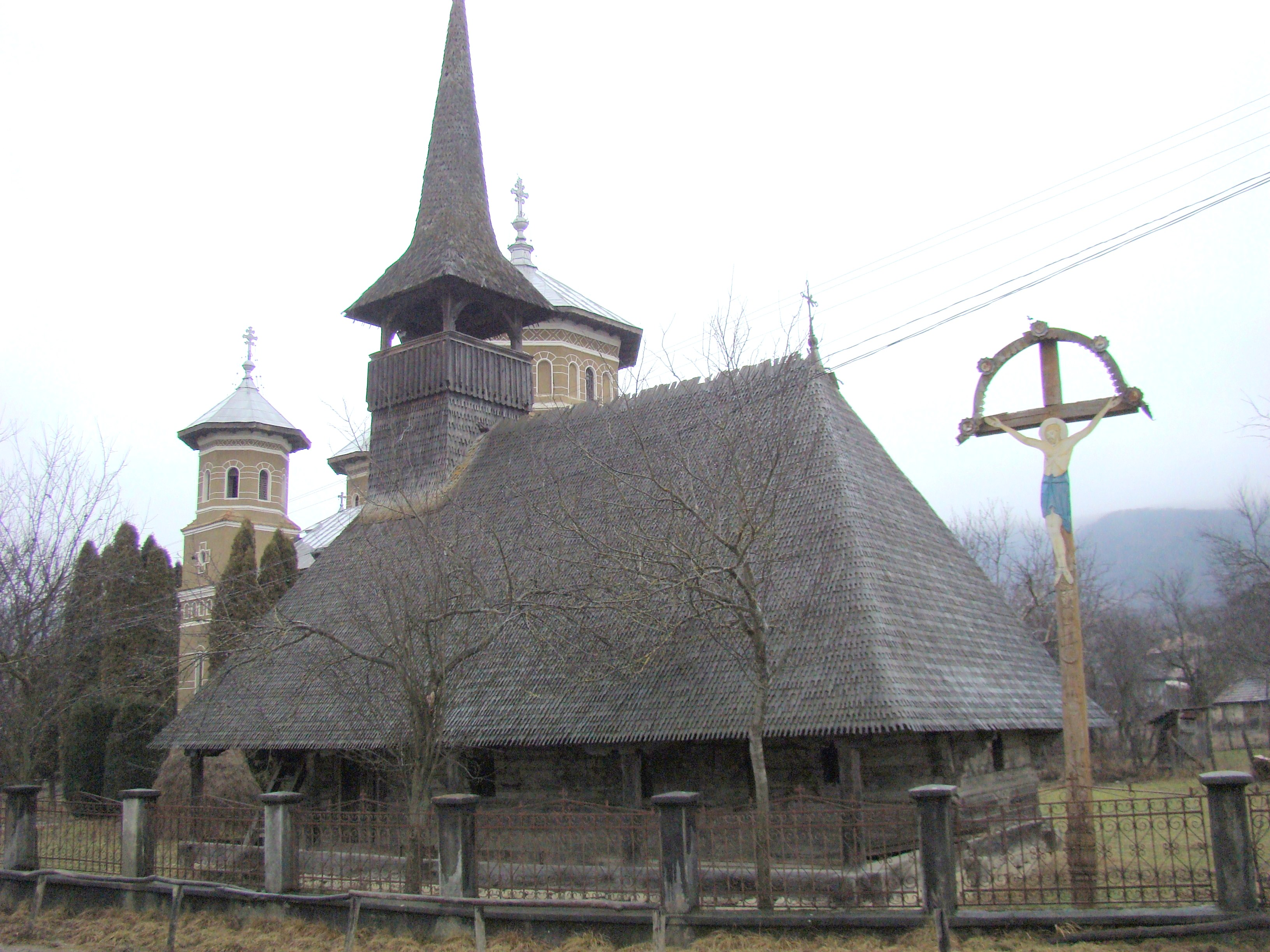
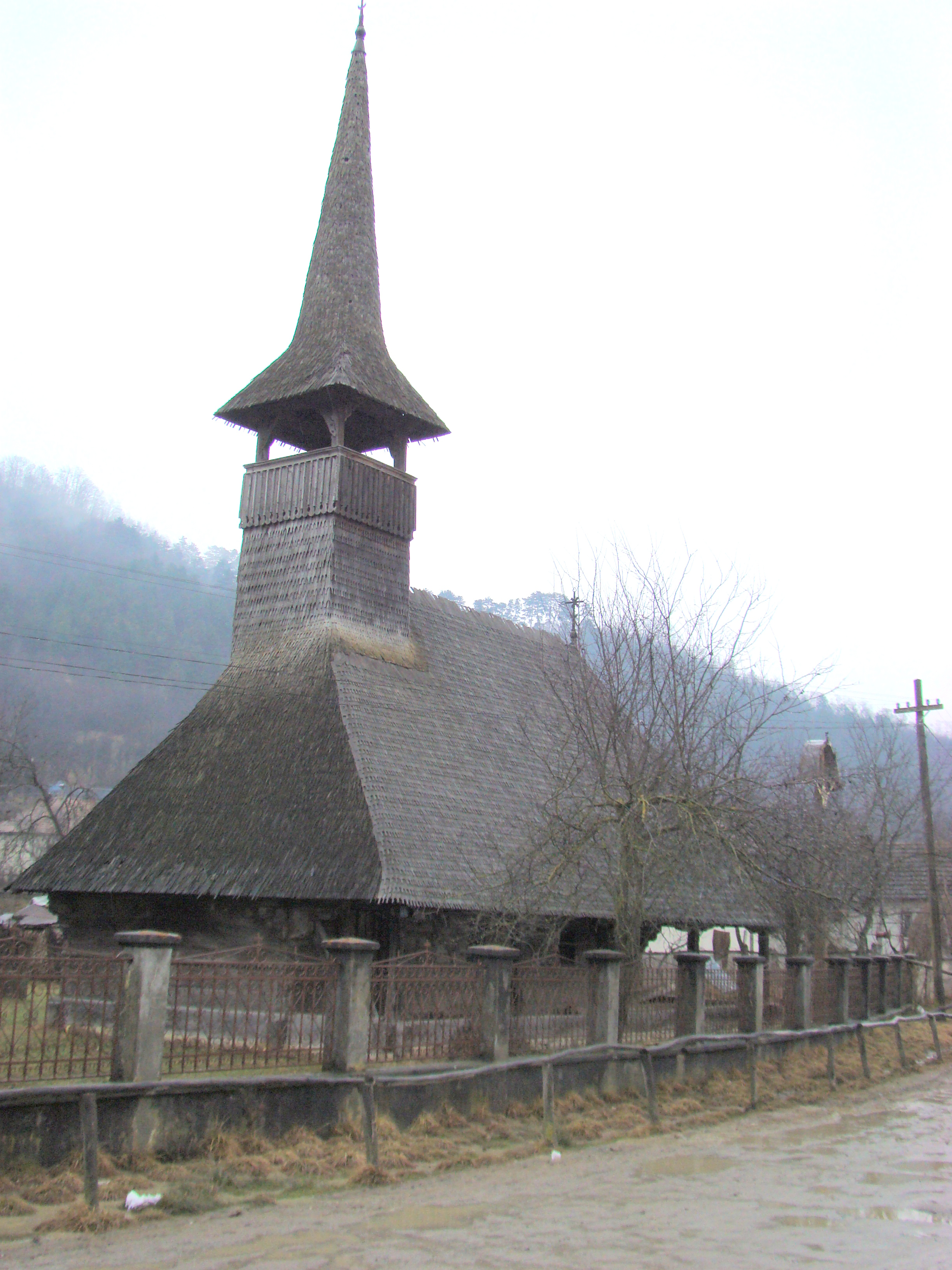
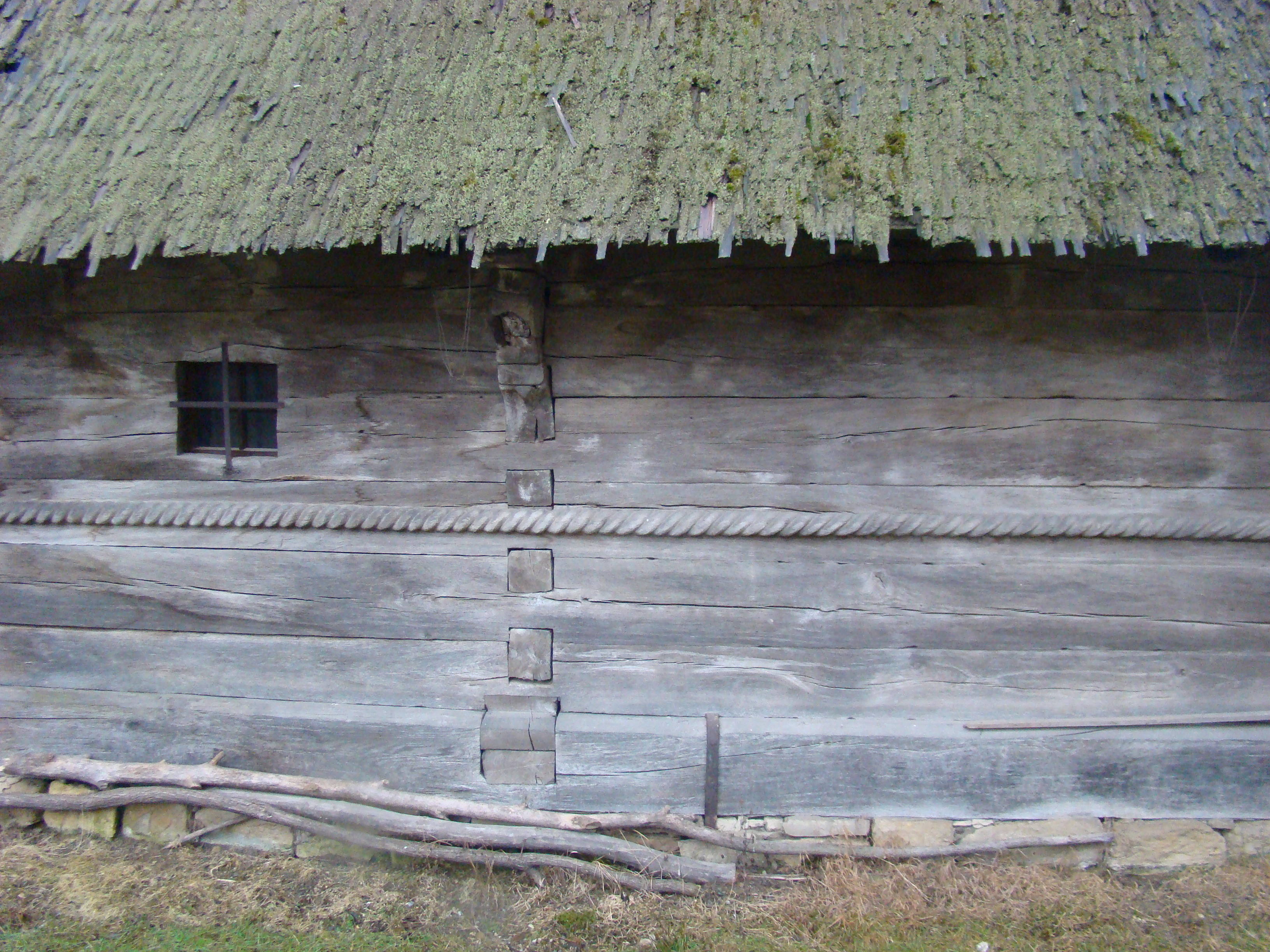
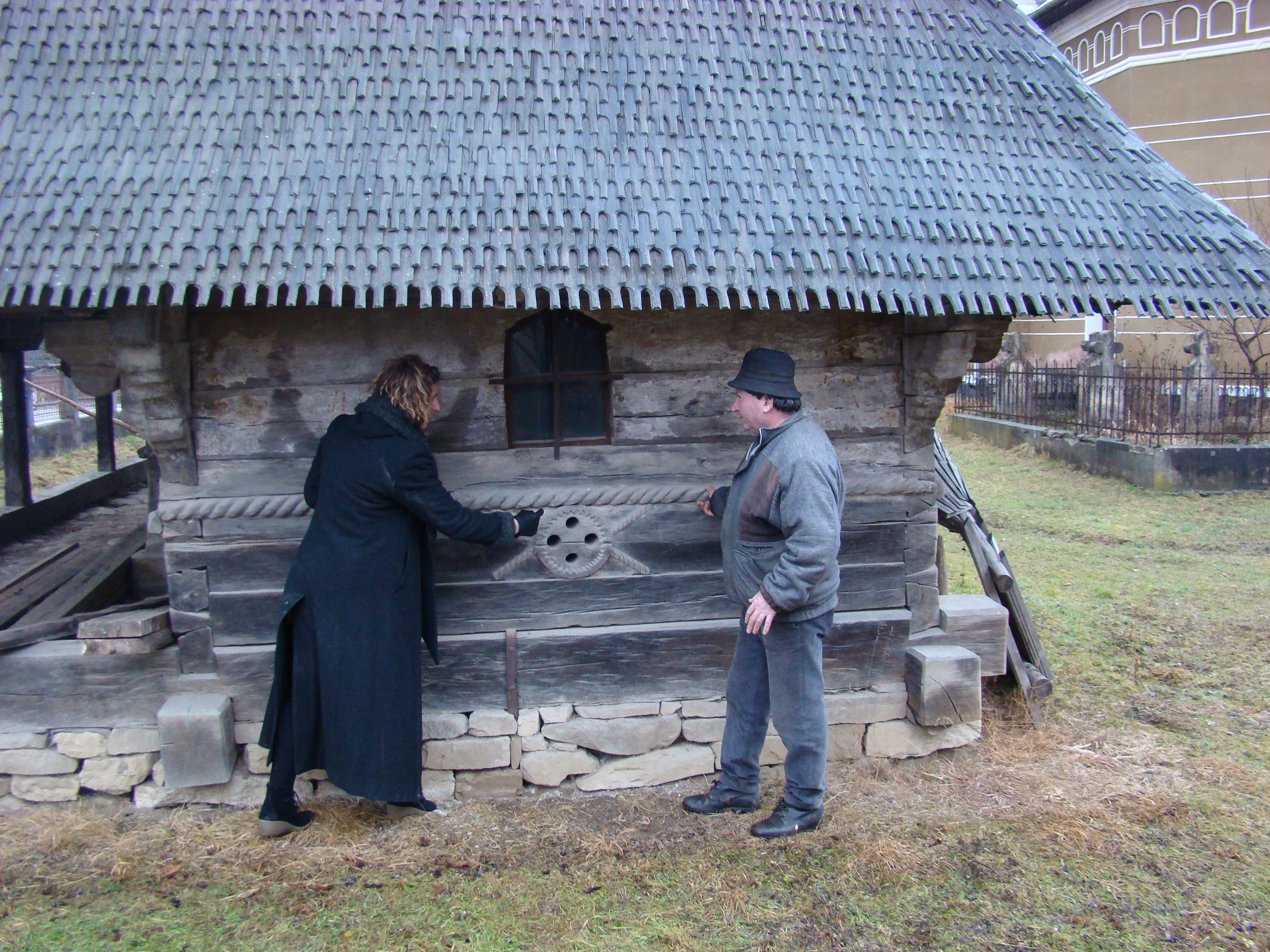
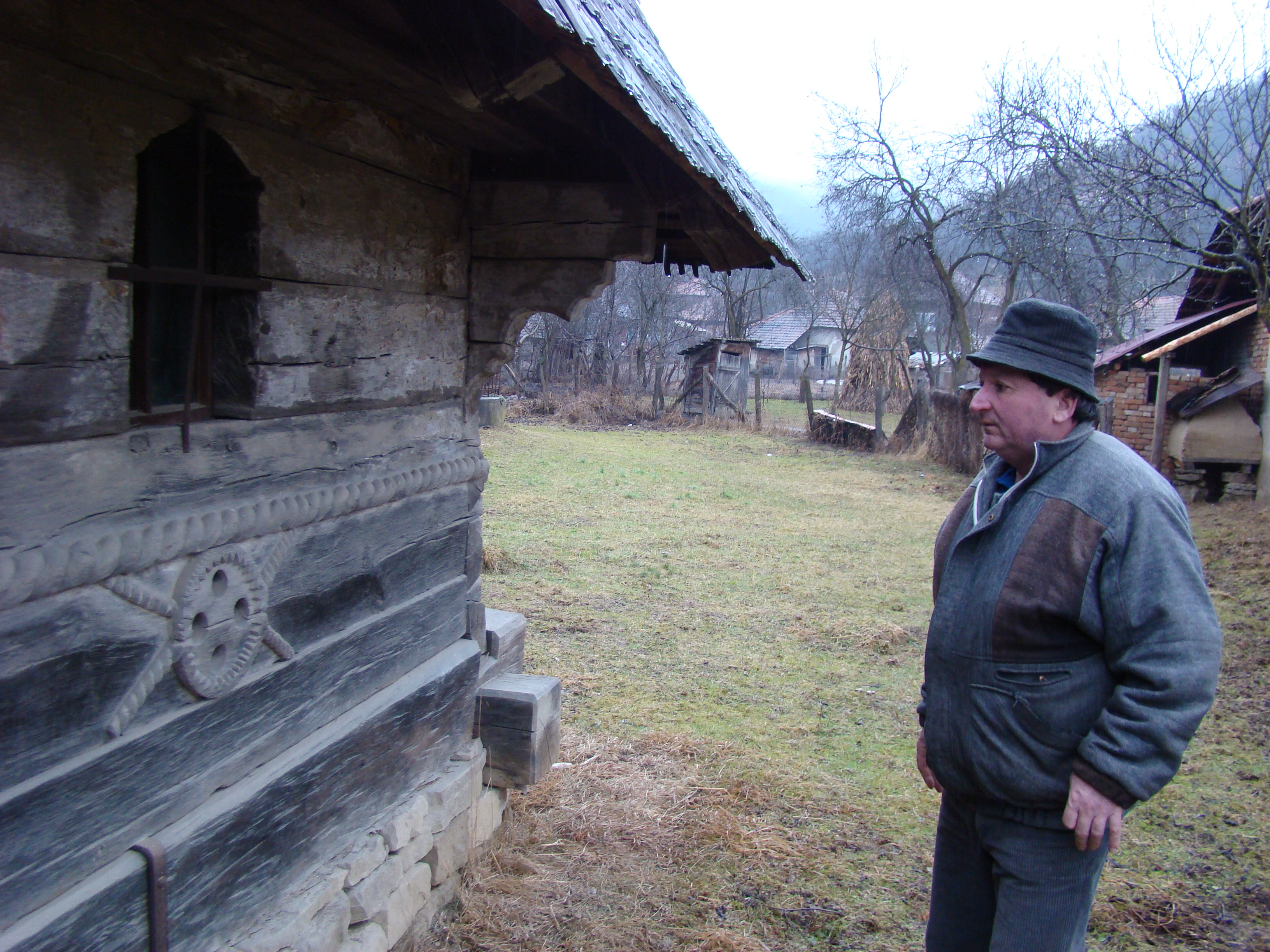
Preotul paroh Pop Stelian
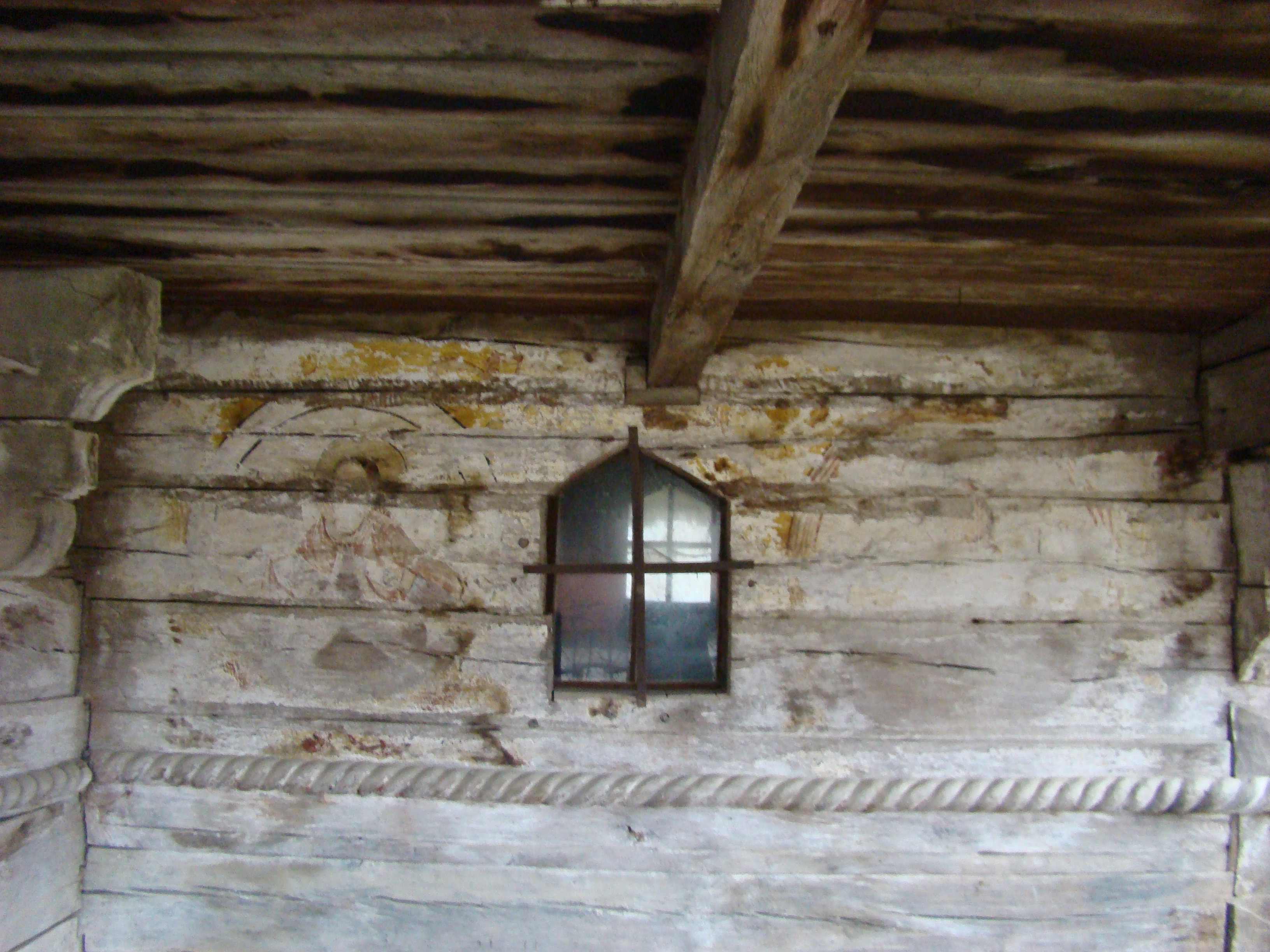
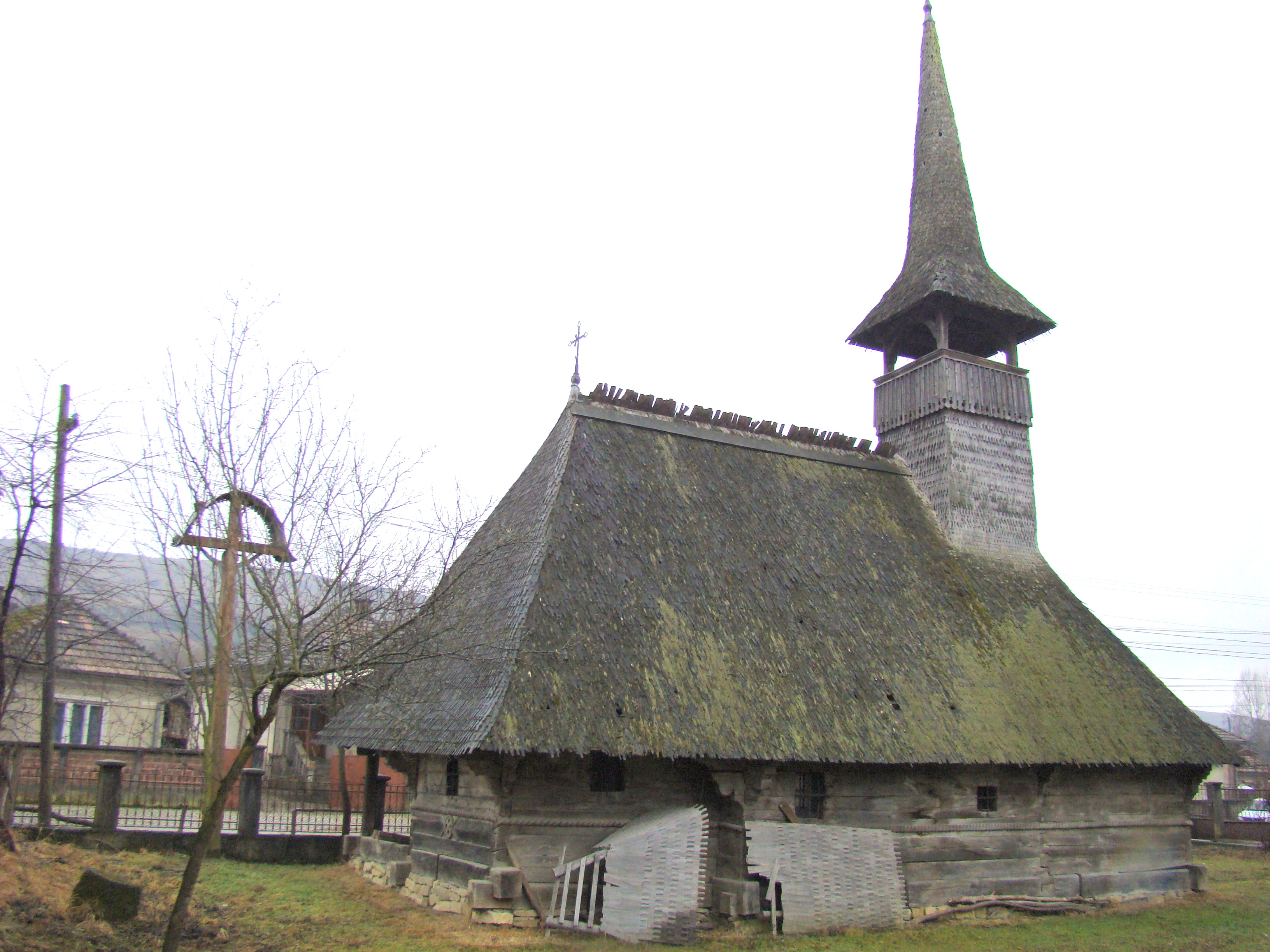
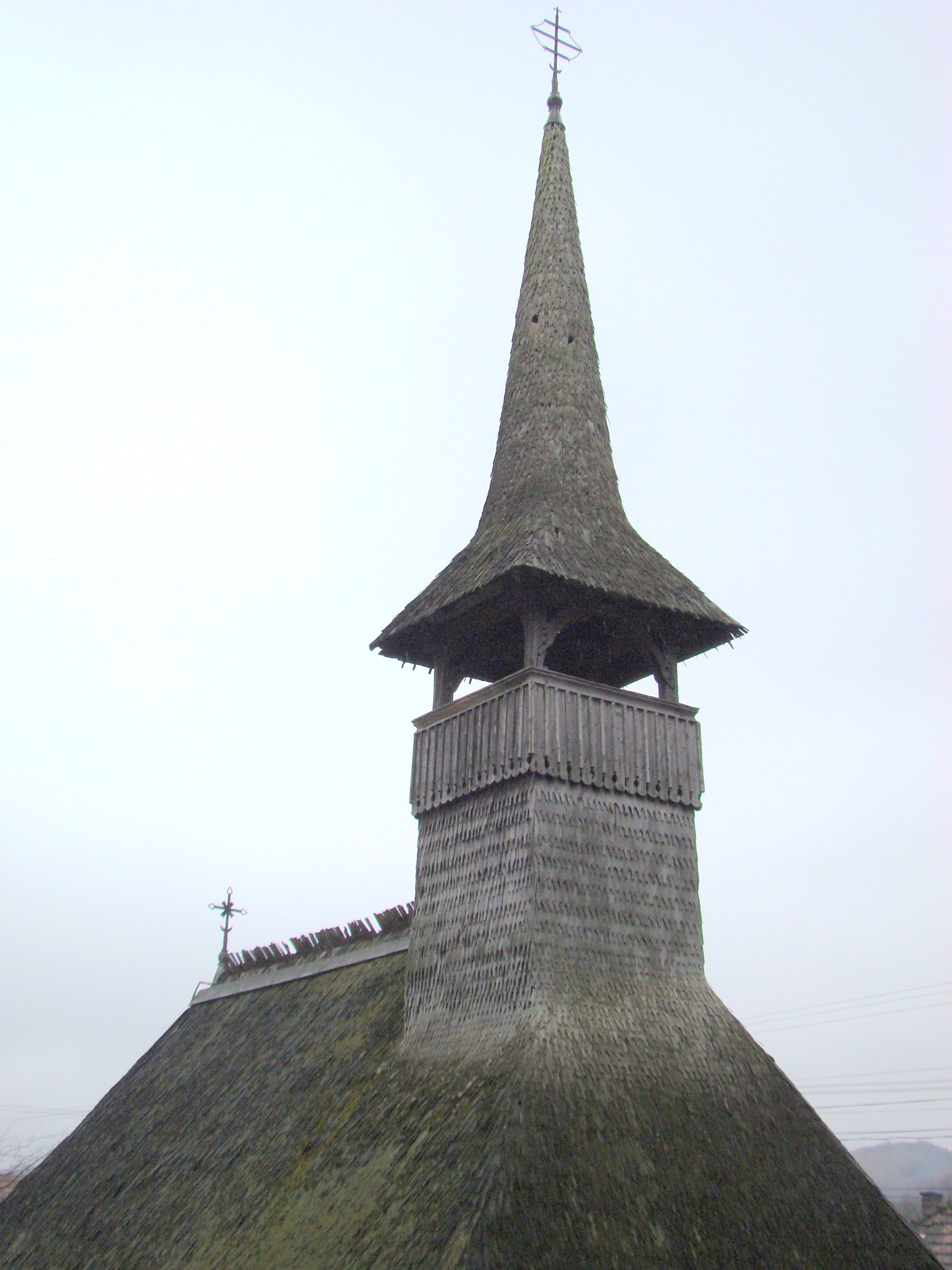
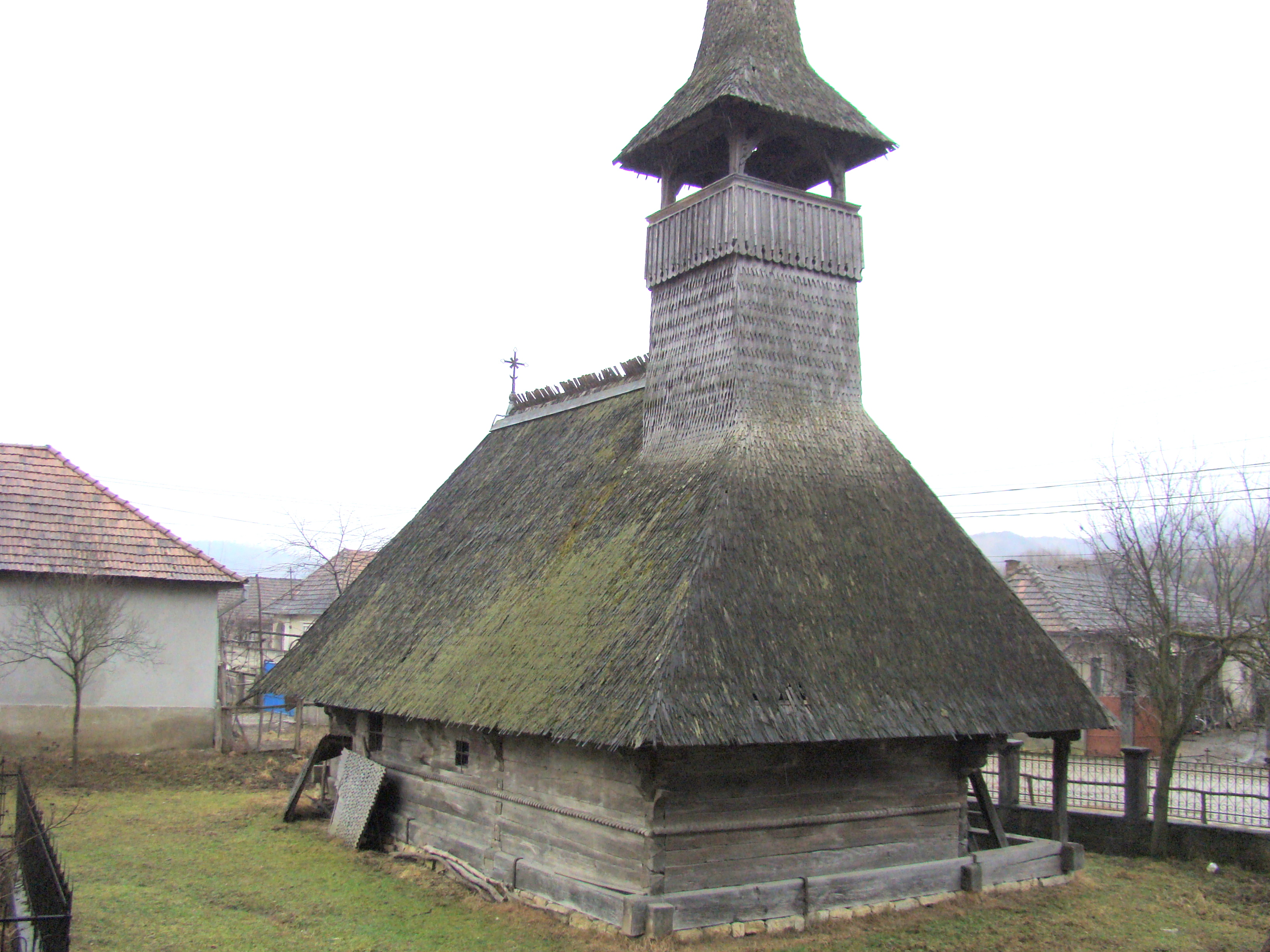
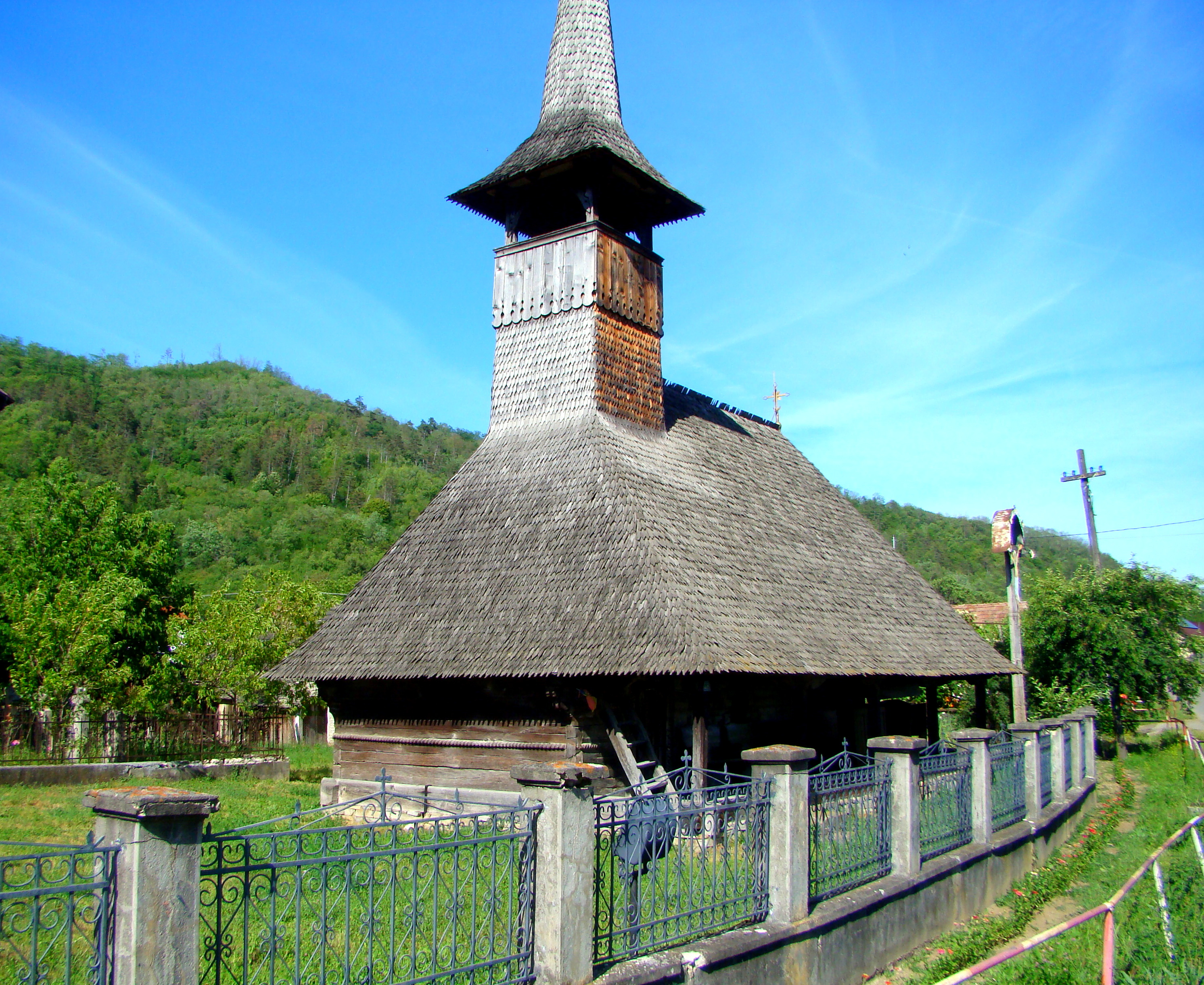
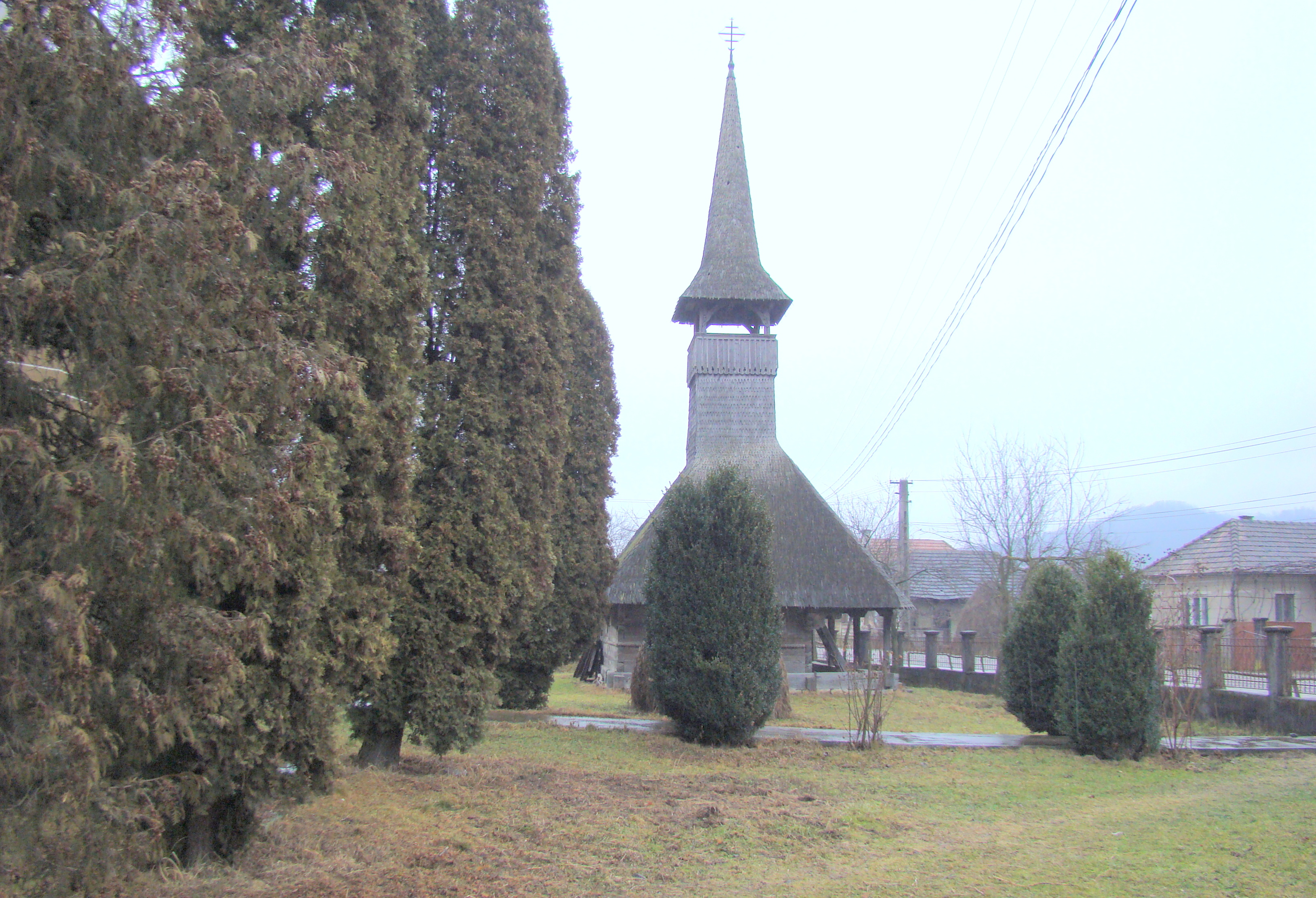
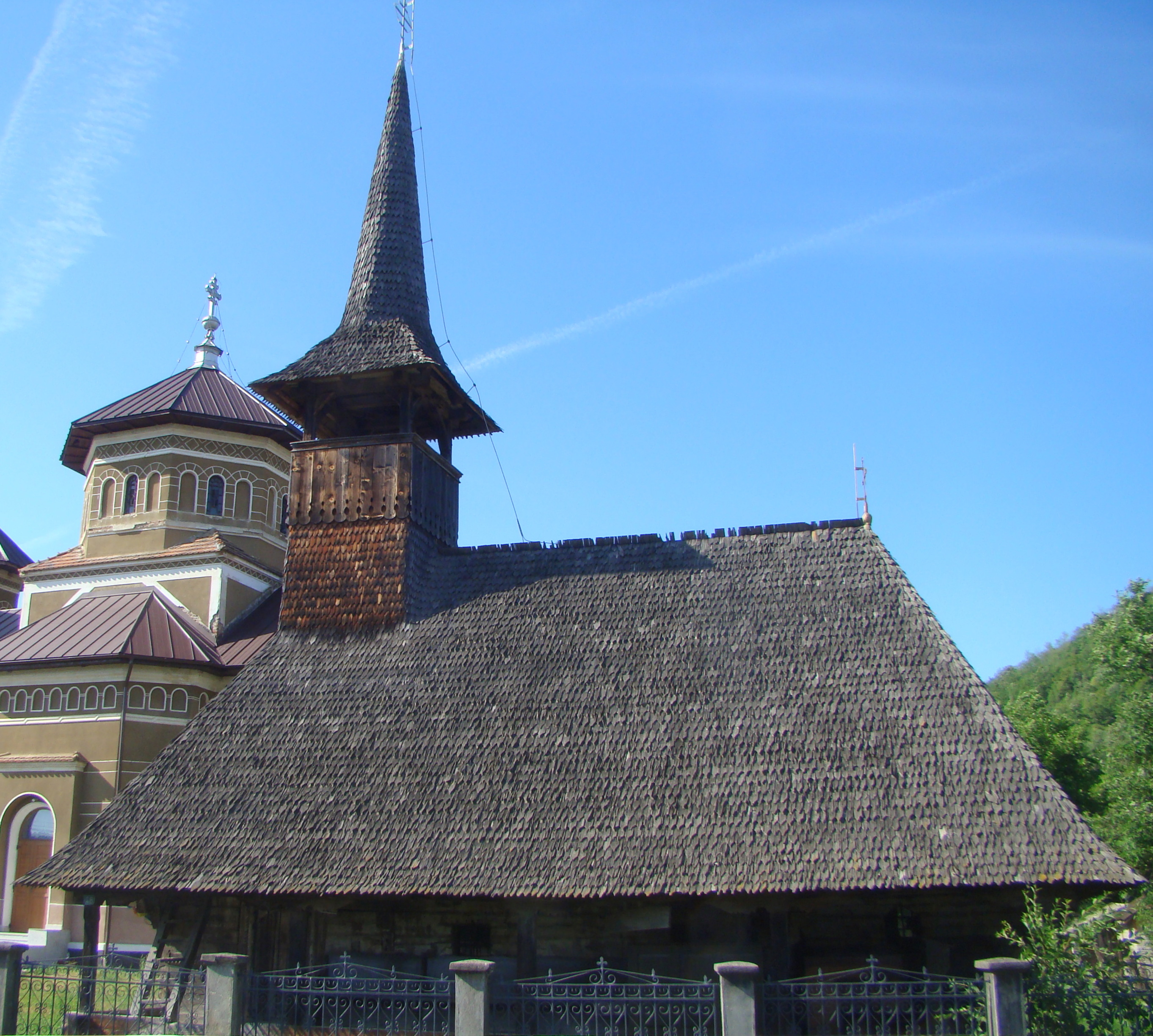
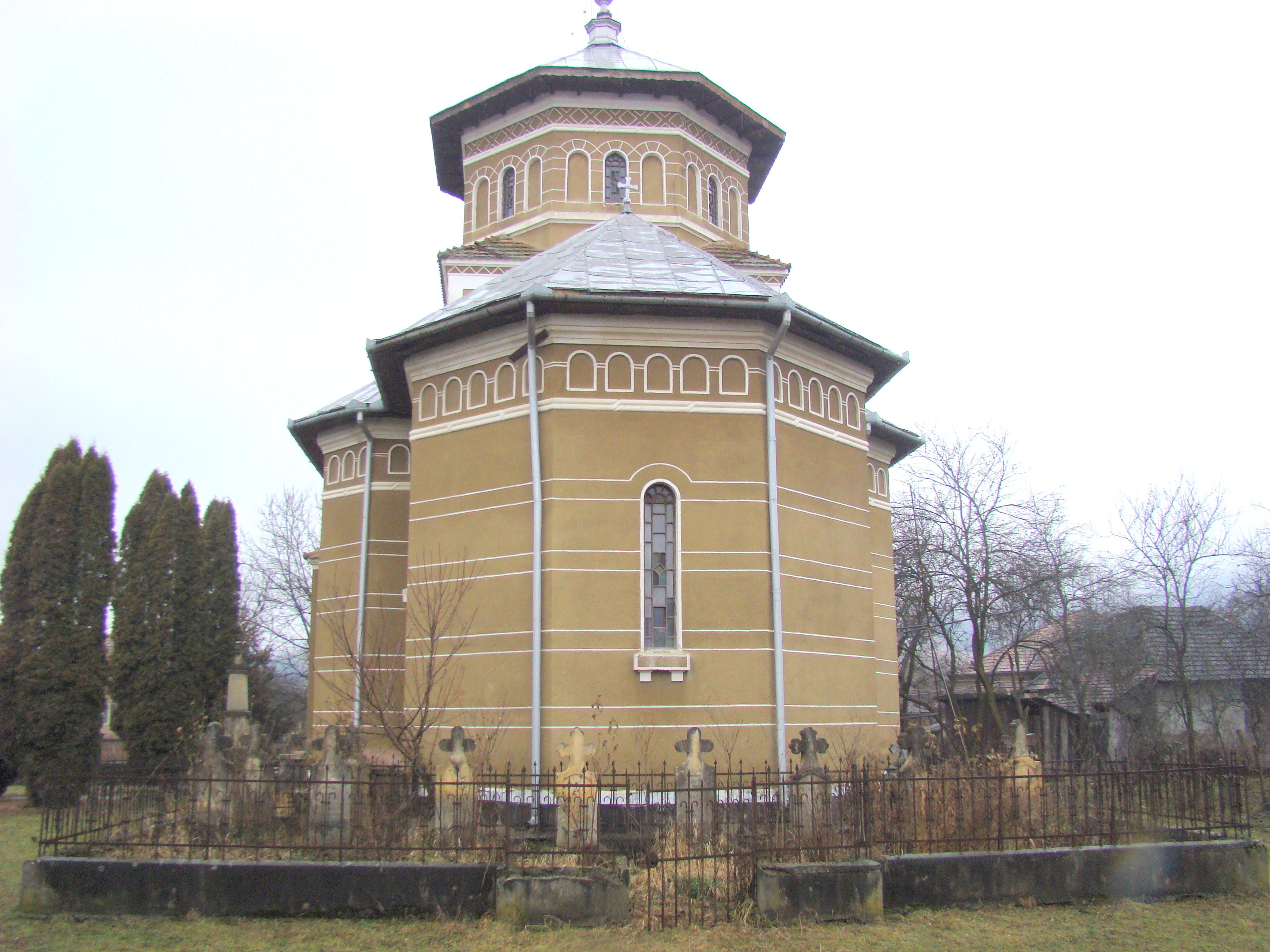
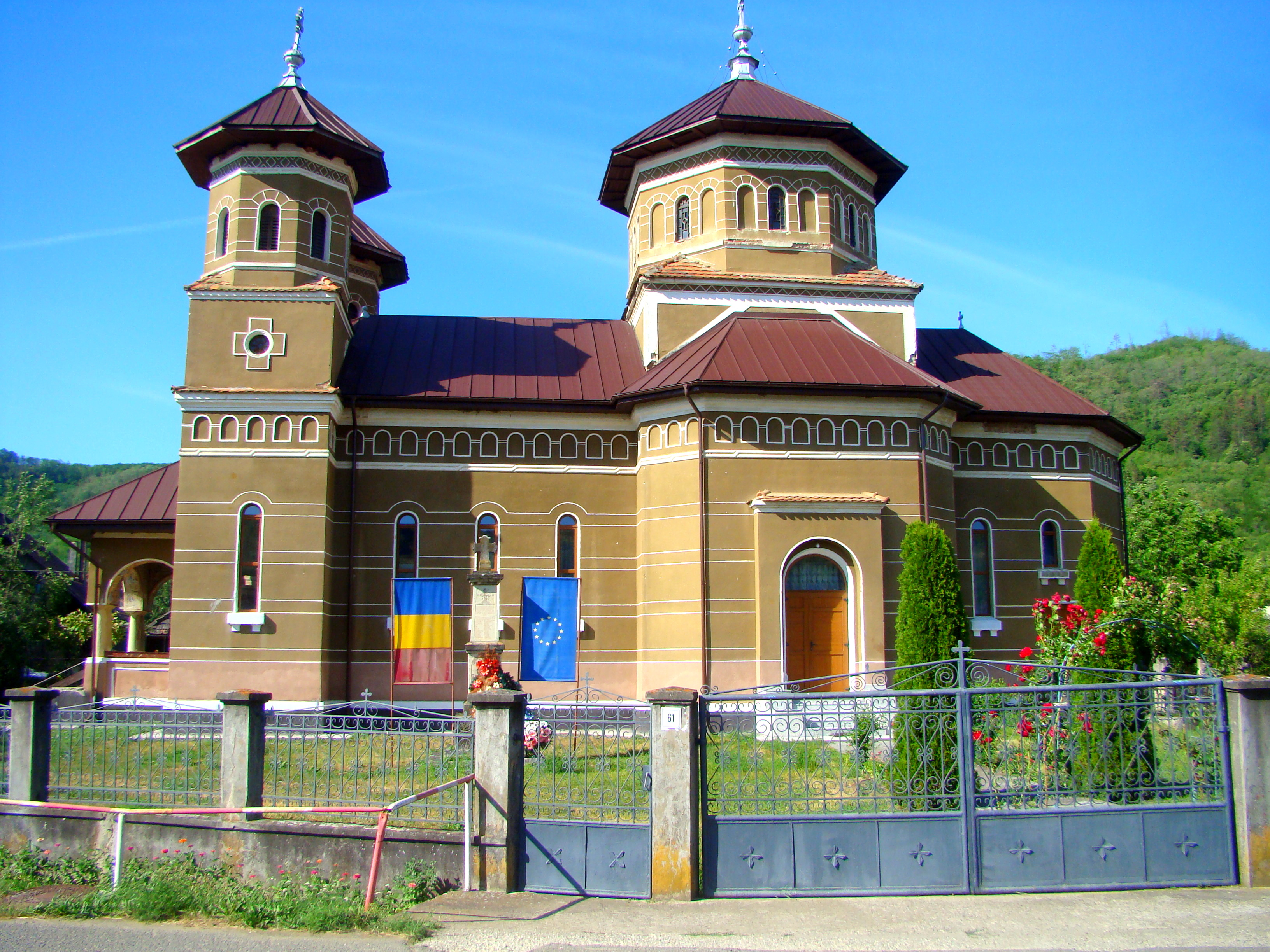
Biserica de zid „Sfinții Apostoli Petru și Pavel" (1945)
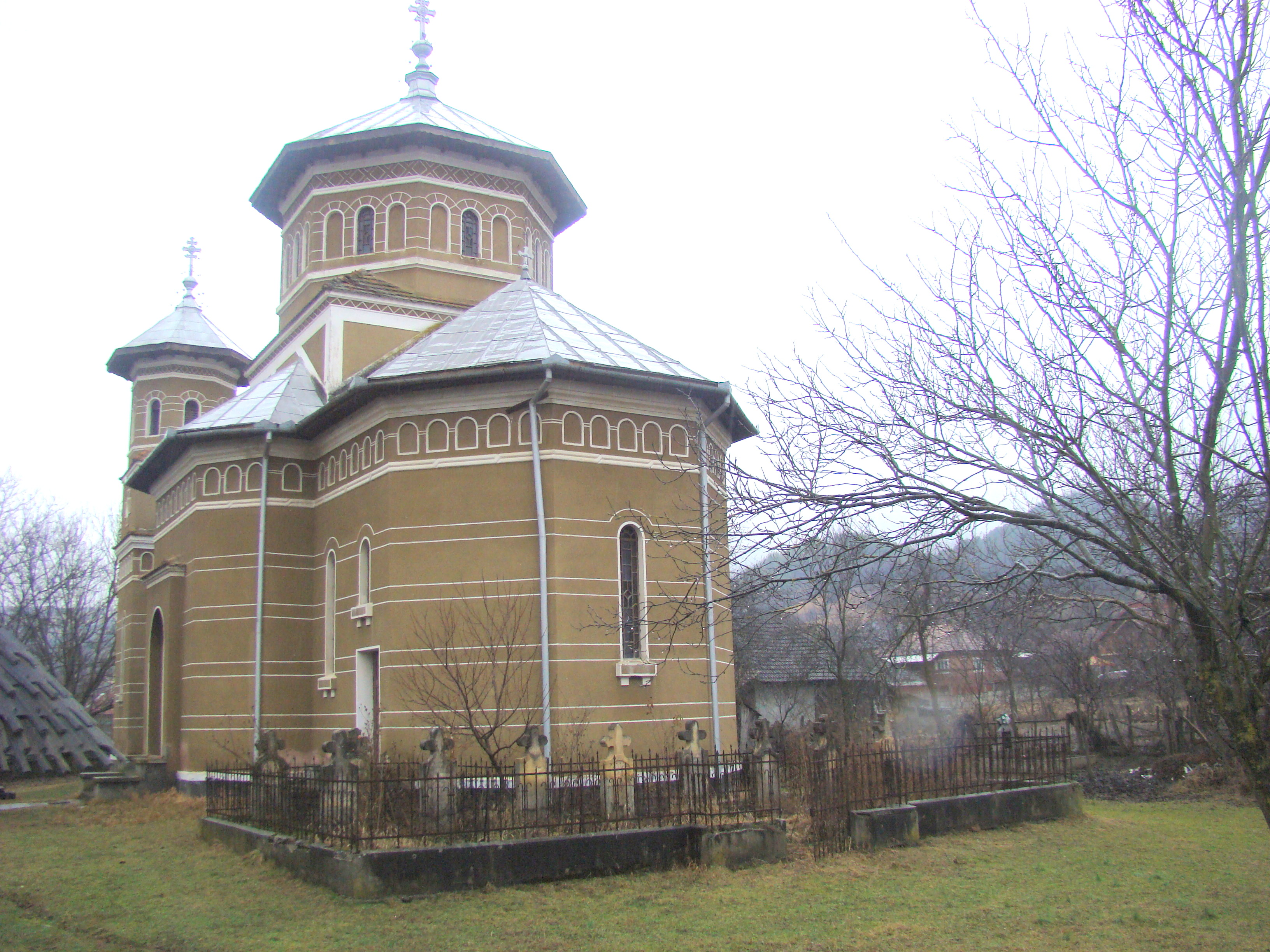

## Imagini din interior

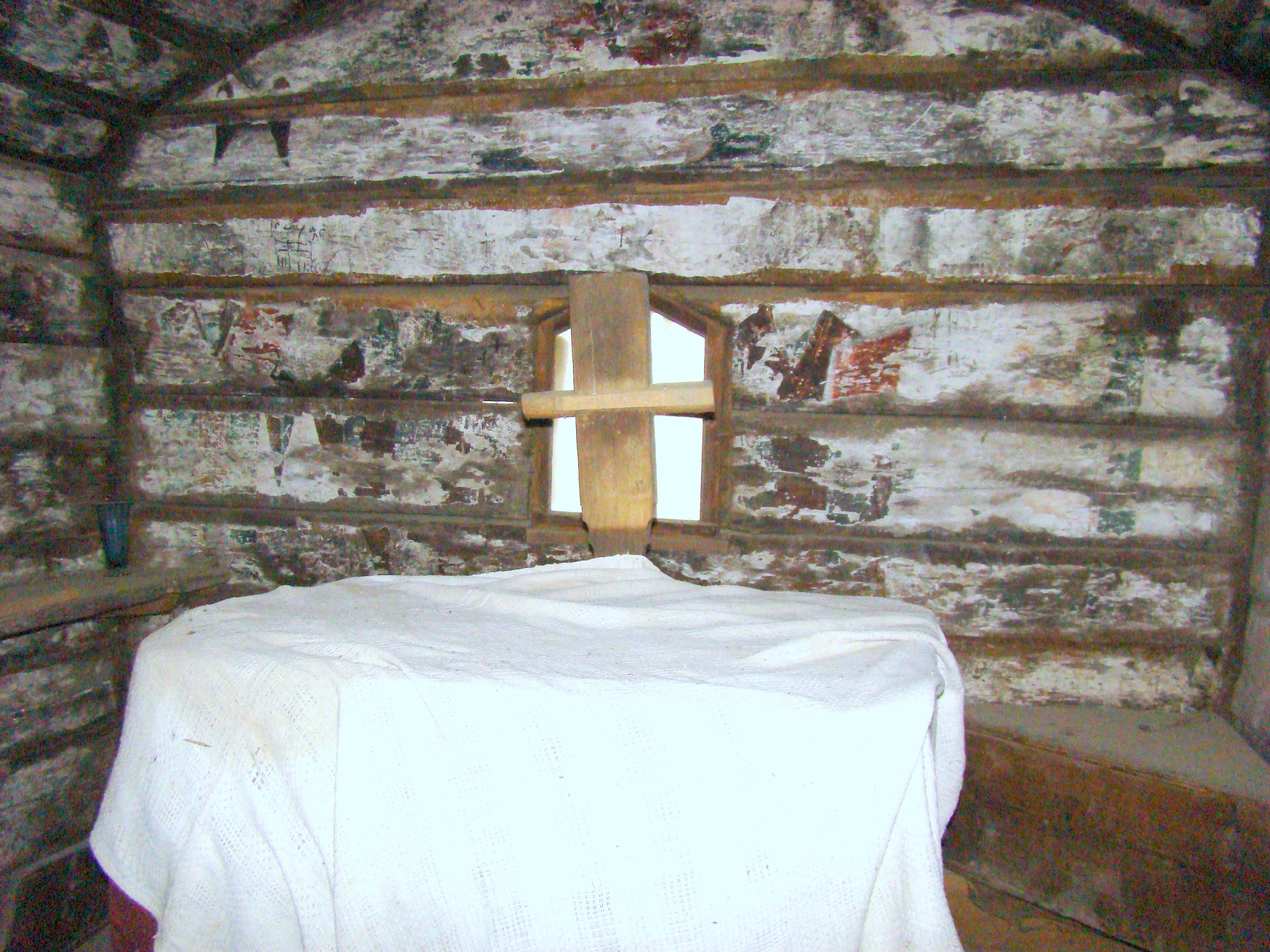
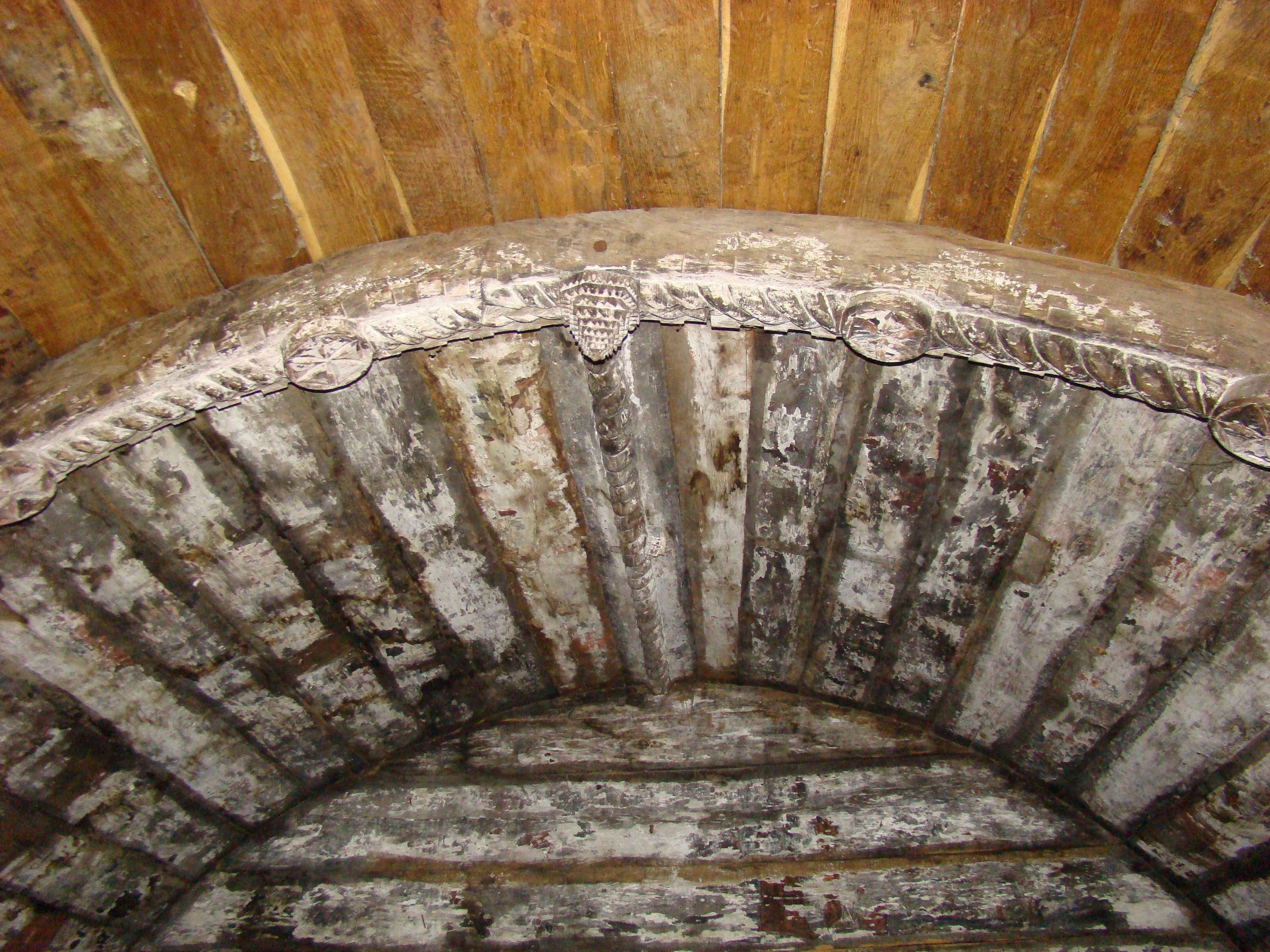
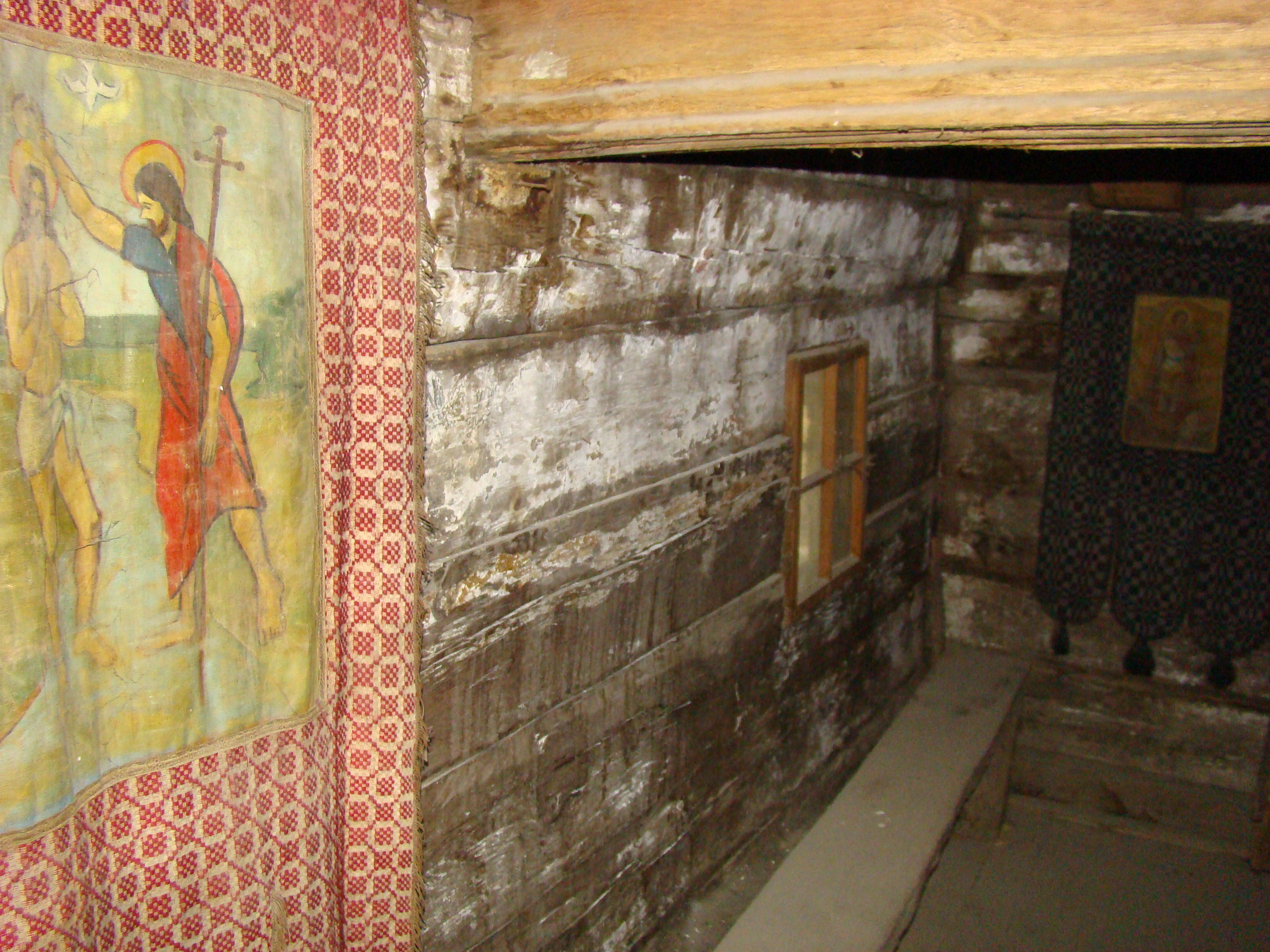
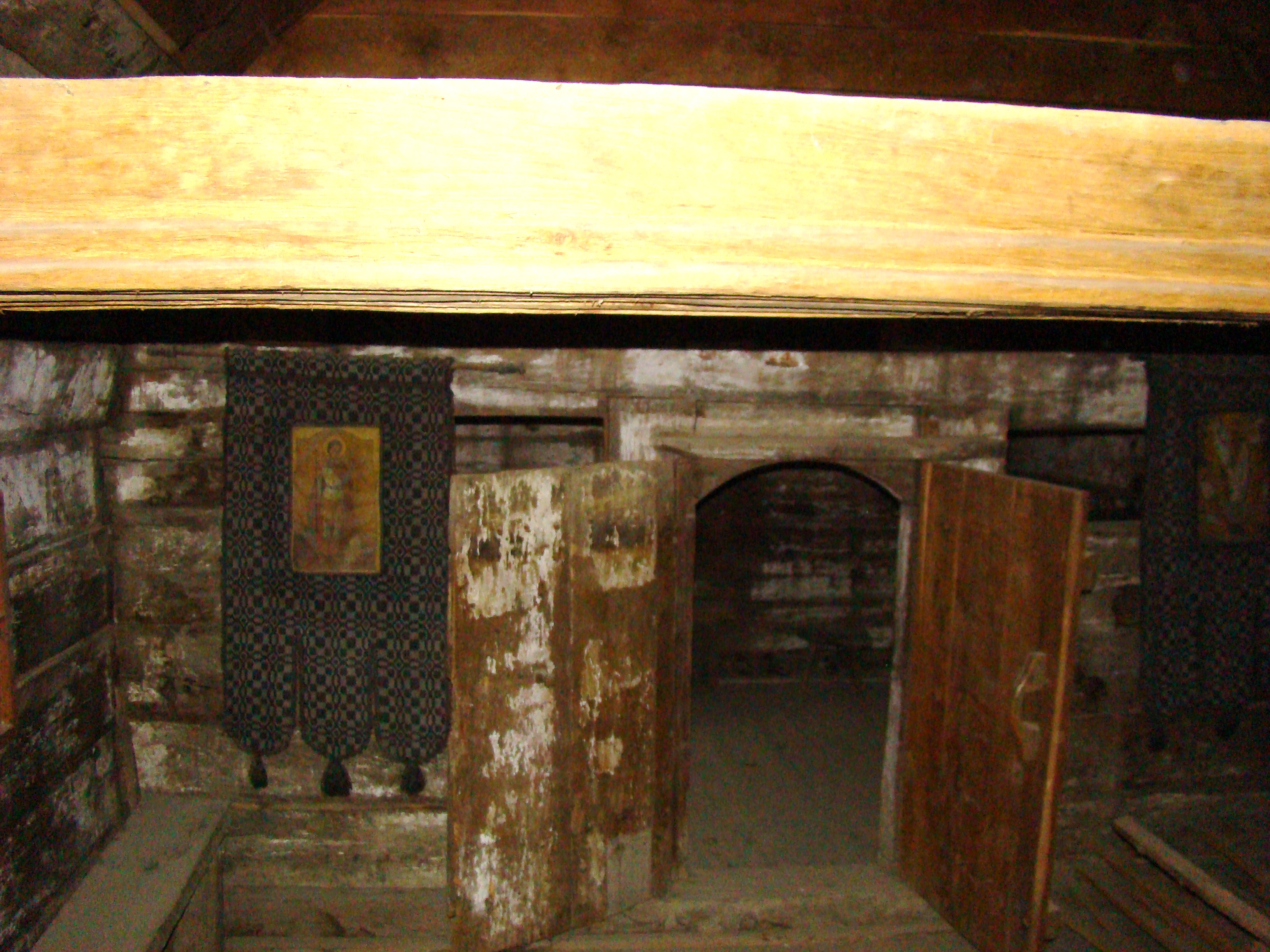
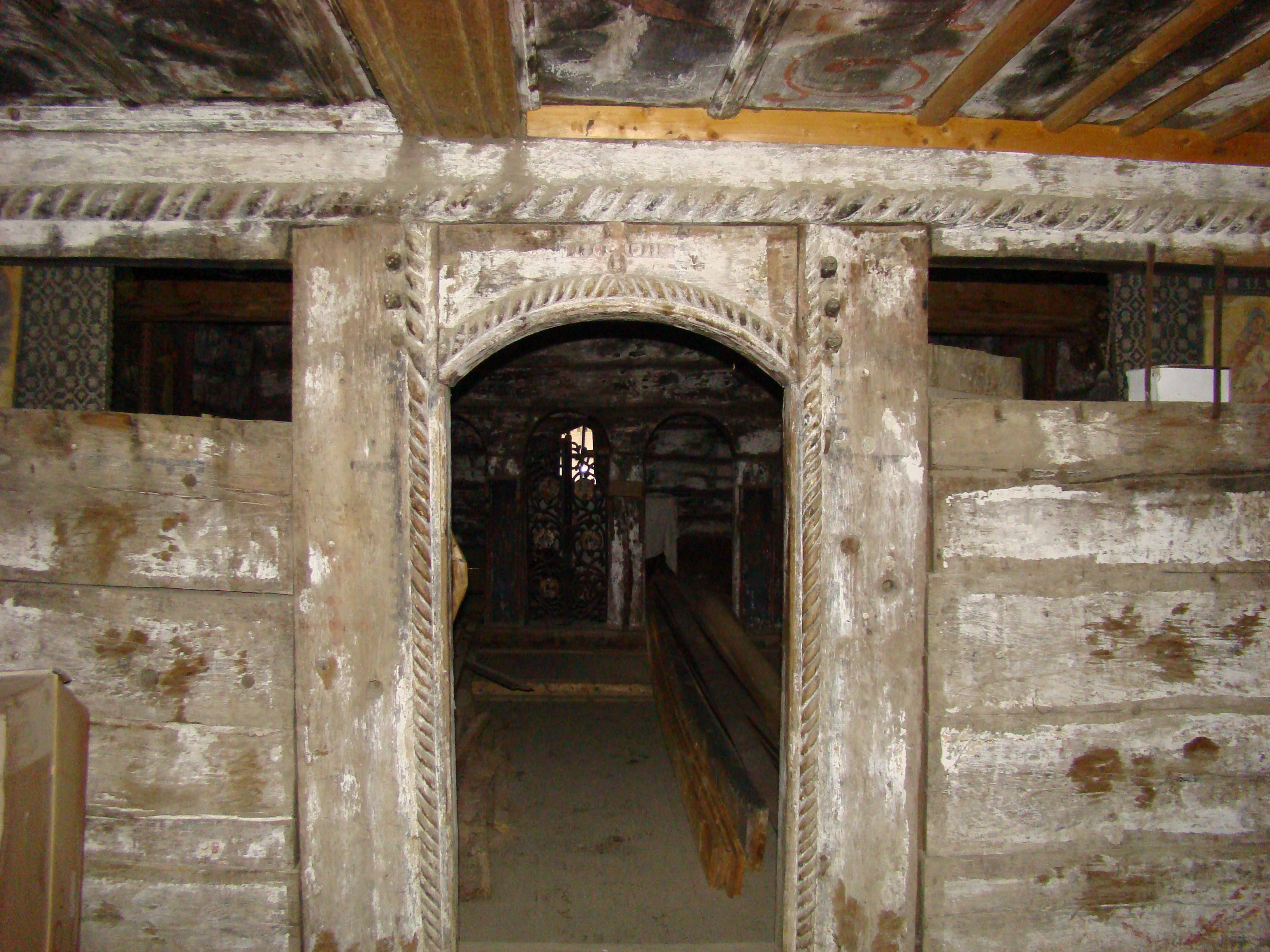
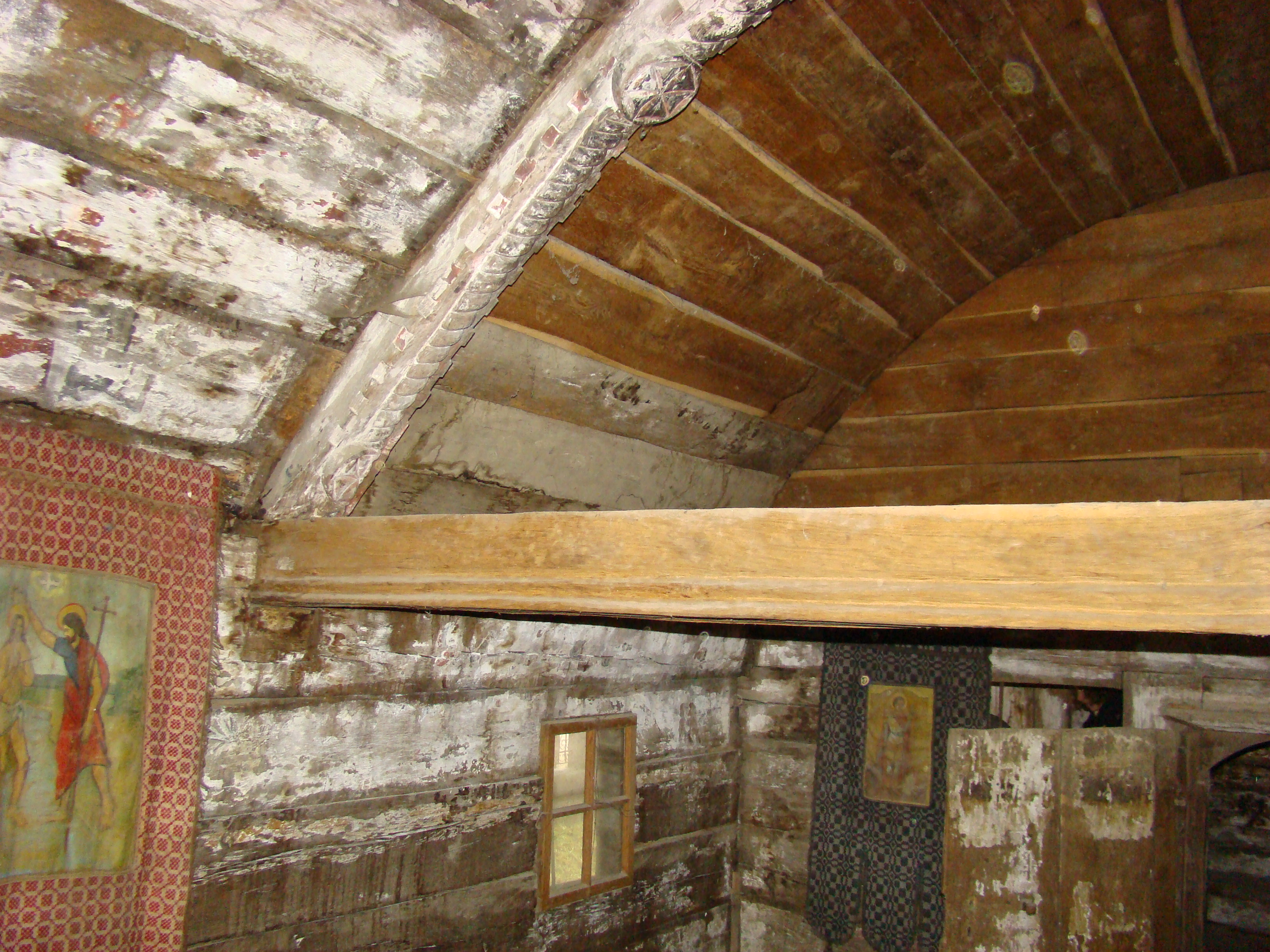
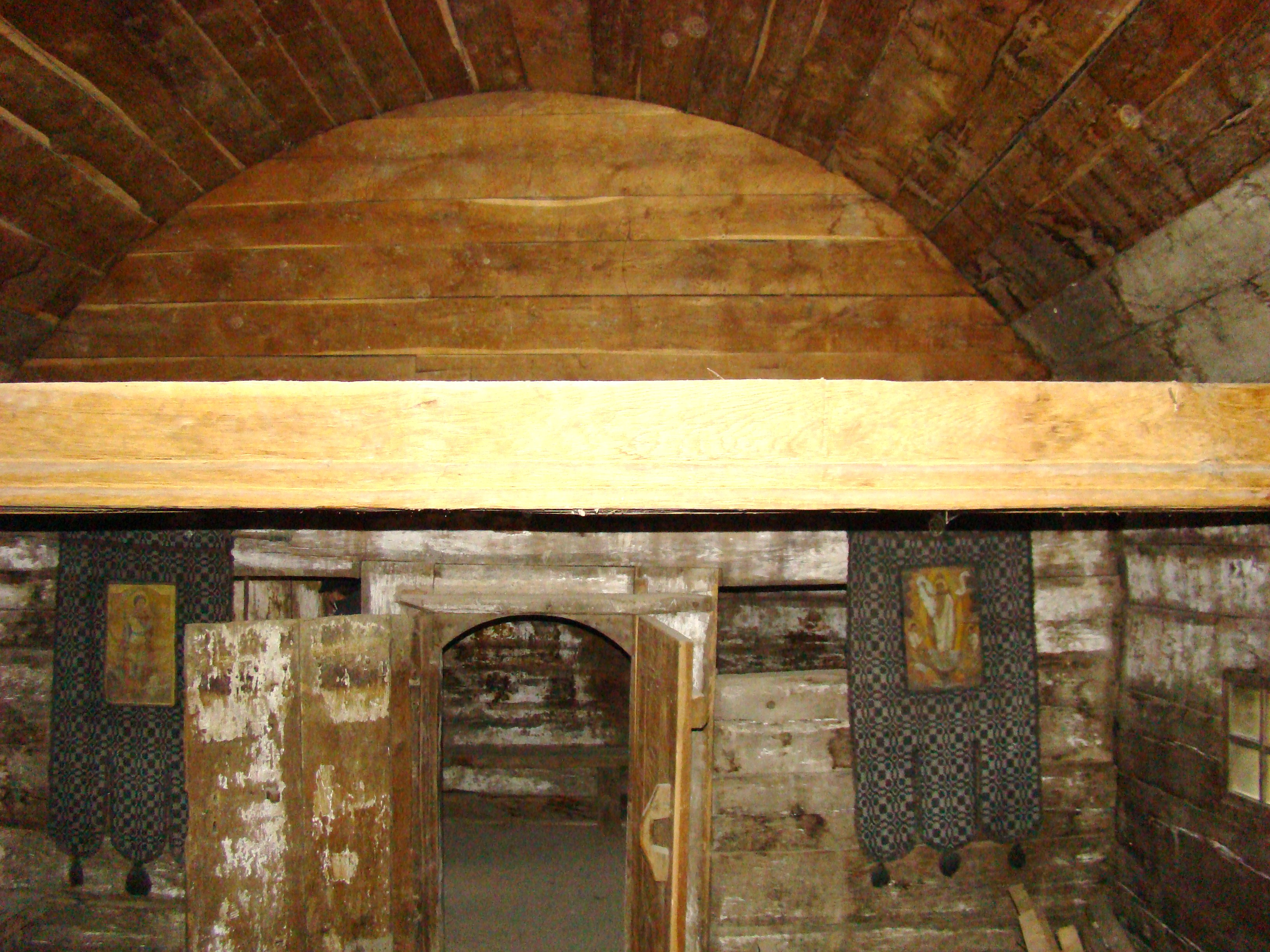
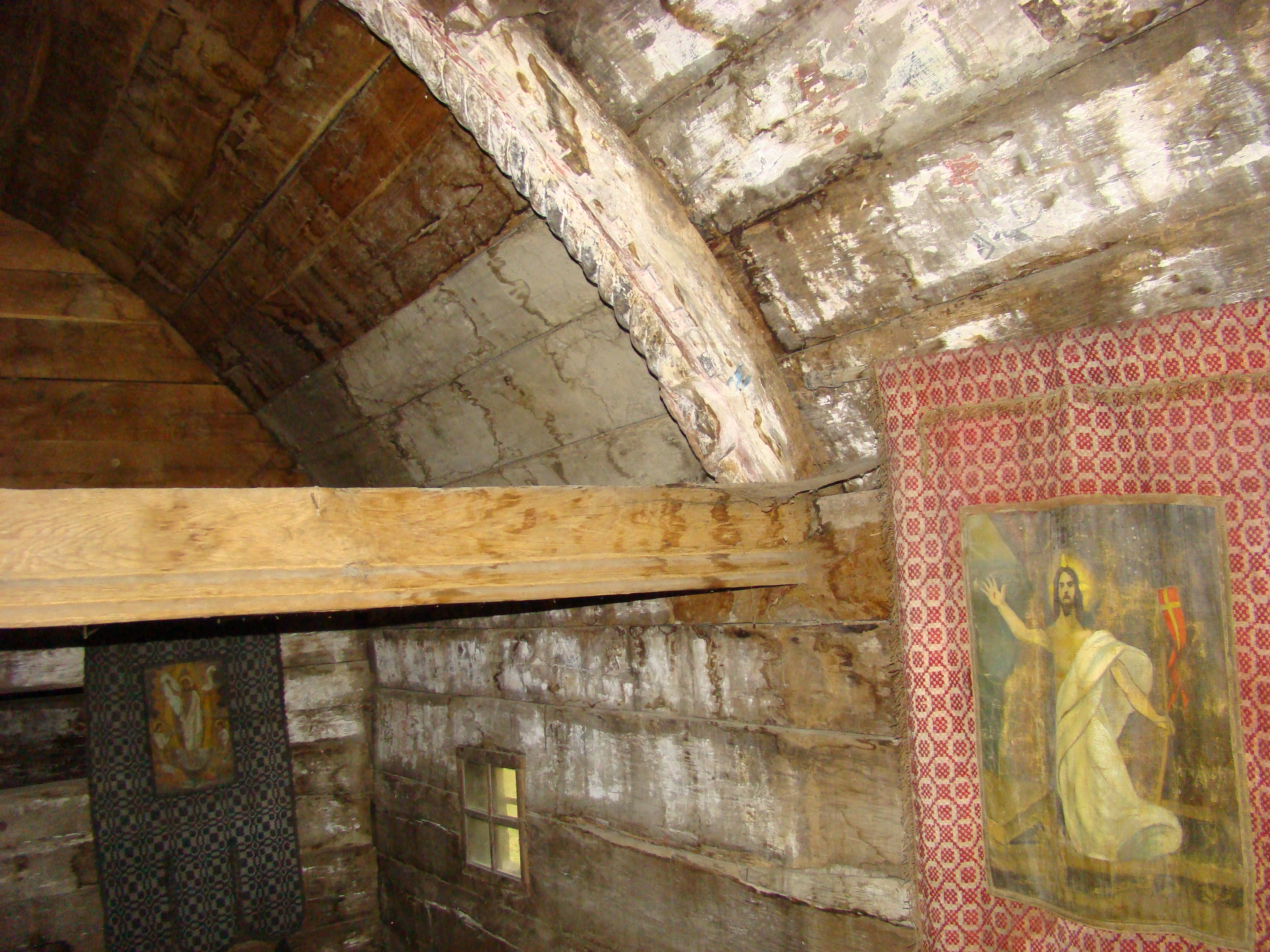
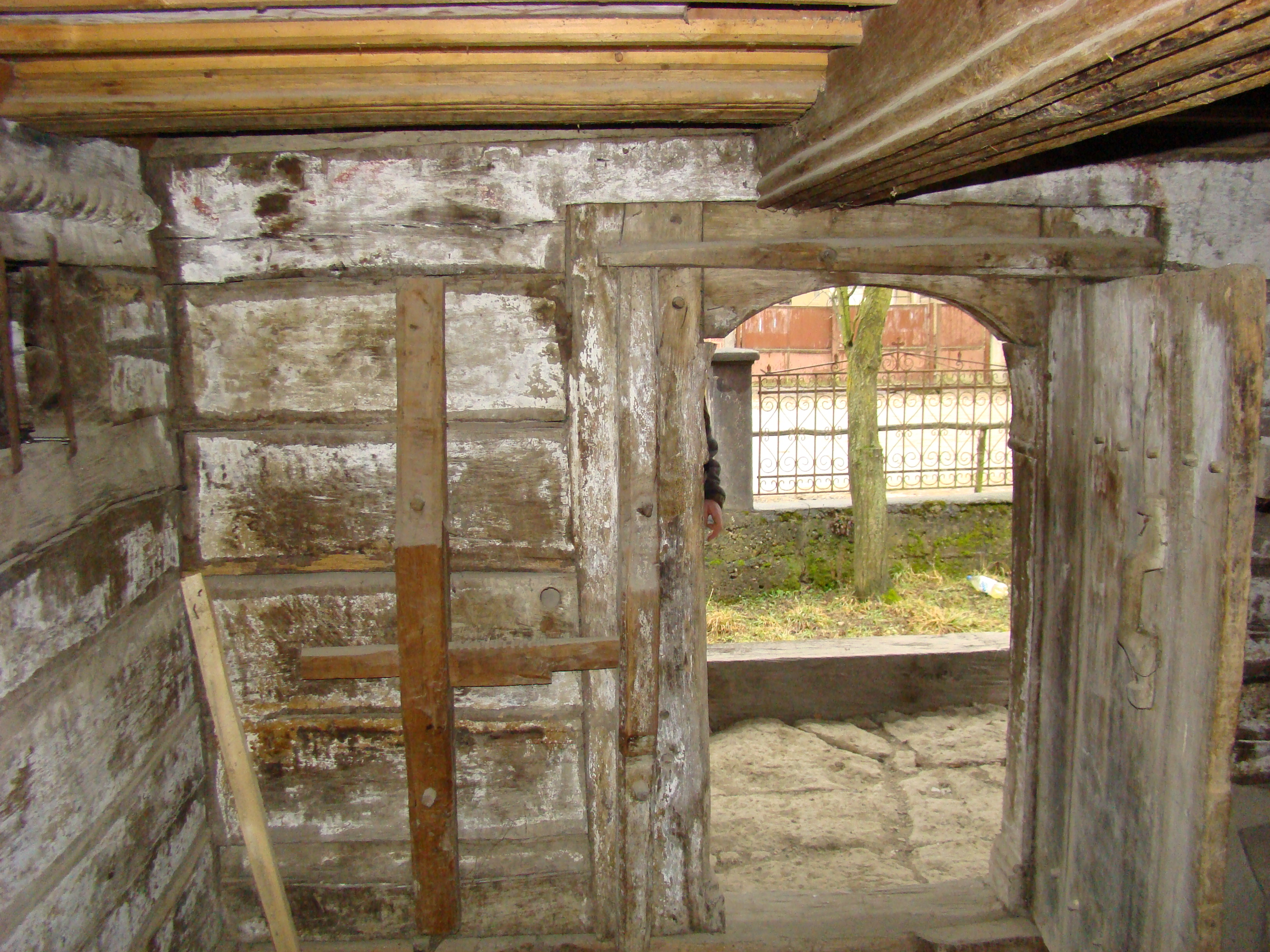